# Линейные корабли типа «Кинг Джордж V» (1939)
Линейные корабли типа «Кинг Джордж V» — тип линкоров Королевского флота Великобритании времён Второй мировой войны. Всего было построено 5 кораблей: «Кинг Джордж V» (англ. King George V), «Принс оф Уэлс» (англ. Prince of Wales), «Дюк оф Йорк» (англ. Duke of York), «Энсон» (англ. Anson), «Хау» (англ. Howe).
Среди всех линкоров, построенных после Вашингтонского соглашения 1922 года, эти британские линкоры обладали достаточно скромными характеристиками, что обусловлено тем, что они в наибольшей степени соответствовали ограничениям Лондонского договора — все остальные страны либо заведомо нарушали ограничения, либо, как США, успели внести изменения в проекты после прекращения действия договора. Таким образом, водоизмещение этих британских линкоров имело наименьшее отклонение от договорного лимита в 35 000 длинных тонн, а главный калибр составлял 356 мм. Кроме американских, они были единственными линкорами, имевшими на вооружении орудия универсального среднего калибра. Малокалиберная зенитная артиллерия, как и у всех довоенных линкоров, была недостаточной и её пришлось значительно усилить в ходе войны. При сравнительно мощном вертикальном бронировании горизонтальная и подводная защита были слабыми и не соответствовали возросшим требованиям Второй Мировой войны. Скромной была и максимальная скорость хода — 28,5 узлов. Меньшей скоростью обладали только значительно более тяжёлые американские и японские линкоры. Европейские корабли этого класса были более быстроходными. Сравнительно большую проектную дальность хода в 14 000 миль выдержать не удалось из-за ошибок в проектировании, поэтому на практике дальность хода была в два раза ниже, что существенно ограничивало возможности применения этих линкоров.
Тем не менее эти корабли были построены самой большой среди пост-вашингтонских линкоров серией из пяти единиц и успели вступить в строй в разгар боевых действий, оказав существенный вклад в разгром Кригсмарине. Линкоры этого типа в первой половине войны использовались в основном в Атлантике, защищая трансатлантические и арктические конвои от рейдов германских линейных кораблей. «Принс оф Уэлс» участвовал в охоте на «Бисмарка», в финальном бою «Кинг Джордж V» ассистировал «Родни» в потоплении германского рейдера. «Дюк оф Йорк» в бою у Нордкапа вывел из строя «Шарнхорст», который затем был добит торпедами крейсеров. Эти сражения показали, что в бою линкоров были важны не столько непробиваемость цитадели, сколько система управления огнём и возможность продолжать вести его на дальней дистанции. Опыт показал, что 356-мм орудий хватало на приведение противника в небоеспособное состояние, а дальше он добивался торпедами.
«Принс оф Уэлс» был переброшен на Дальний Восток. Вместе с «Рипалсом» он погиб в бою у Куантана под ударами японской базовой авиации, продемонстрировав на практике слабость зенитного вооружения и подводной защиты. После гибели германских линкоров и капитуляции Италии потребность в линкорах в Атлантике снизилась и оставшиеся корабли такого типа в конце войны также были переброшены на Дальний Восток, где участвовали в заключительных боях против Японии. По завершении войны они были исключены из списков флота и к 1957 году разделаны на металл.
Дальнейшим развитием линкоров типа «Кинг Джордж V» должны были стать линейные корабли типа «Лайон», но они так и не были построены. Достроенный после войны «Вэнгард» был единственным кораблём, сделанным по этому проекту, так что линкоры типа «Кинг Джордж V» стали последней построенной серией британских линкоров.

## История проектирования
Вашингтонское соглашение откладывало постройку новых линкоров ведущими мировыми державами на десять лет, де-факто объявляя «линкорные каникулы». Также было введено ограничение в 35 000 длинных тонн на стандартное водоизмещение и 406-мм на калибр орудий новых капитальных кораблей. В рамках соглашения в 1926 году Британия спустила на воду линкоры «Нельсон» и «Родни». Следующие линкоры на замену старых Великобритания могла заложить не раньше 1931 года. Подписание в 1930 году Лондонского морского соглашения продлило «линкорные каникулы», так что строительство новых британских капитальных кораблей было возможно не ранее конца 1930-х годов. В этих условиях конструкторы пробовали свои силы только на чертёжных досках, а некогда мощные производства брони и крупнокалиберных орудий постепенно приходили в упадок. Первые попытки проработки облика новых линкоров были предприняты в 1928 году.
Всерьёз работы по проектированию новых линкоров начались только в 1933 году. Срок действия Лондонского соглашения истекал 1 января 1937 года, перспективы подписания следующего были весьма туманны, в этих условиях могла начаться новая гонка размеров капитальных кораблей. С другой стороны, по политическим и финансовым причинам Великобритания не желала первой начинать эту гонку, вследствие чего возникло желание не менять текущее положение вещей. Эти обстоятельства привели к выработке в 1933 году достаточно сомнительных требований на проектирование линкора программы 1937 года. Для выработки требований к новому линкору Морской штаб инициировал стадию предварительных проработок проектов линкора. Специалисты штаба считали идеальным вооружение из 381-мм или 406-мм орудий, размещённых в четырёх двухорудийных башнях. В крайнем случае допускалось установить три трёхорудийные башни. Кроме того, было озвучено довольно странное требование разместить двенадцать 152-мм орудий в казематах. Зенитное вооружение должно было состоять из 102- или 120-мм зенитных орудий, размещённых по три с каждого борта, либо по два по бортам и одно — в диаметральной плоскости. Зенитную артиллерию ближнего действия должны были составлять четыре установки 40-мм «пом-помов». В состав вооружения также должны были входить шесть самолётов с двумя катапультами и два бортовых пятитрубных надводных торпедных аппарата. Бронирование должно было защищать от 406-мм снарядов и 914-кг бомб. Броневая палуба должна была обеспечить защиту машинной установки от бомб калибром вплоть до 454 кг. Подводная защита, как и у «нельсонов», должна была противостоять торпеде с 340-кг боевой частью. Максимальная скорость корабля должна была составлять 23 узла. Эти требования были оформлены Морским штабом и переданы на утверждение Контролёру флота в июне 1933 года.
На переговорах в Женеве Англия предложила ограничить водоизмещение новых линкоров в 22 000 тонн, а калибр орудий — в 305 или даже в 280 мм. Япония предварительно была согласна на ограничения в 25 000 т и 356 мм, Франция уже строила «Дюнкерк» в 26 500 т с вооружением из 330-мм орудий и готова была согласиться не превышать эти параметры. Британцы надеялись «уломать» неуступчивых американцев и добиться на переговорах ограничения в 28 000 т и 305 мм. Поэтому на совещании 10 января 1934 года между Первым морским лордом адмиралом Четфилдом, заместителем начальника морского штаба, представлявшим Британию на переговорах, вице-адмиралом Литтлом и Контролёром флота контр-адмиралом Форбсом было принято решение при проектировании новых линкоров ограничиться именно этими параметрами.
5 апреля 1935 года руководитель Отдела кораблестроения представил четыре проекта, водоизмещение которых находилось в пределах от 28 130 до 28 500. Скорость в проектах «12N» и «12О» составляла 23 узла, а в проектах «12Р» и «12Q» — 23,25 узла. Первая пара имела более толстый пояс (318 мм против 305 мм в районе погребов, 293 мм против 280 мм в районе машинно-котельных отделений) и палубу (140 мм против 127 мм над погребами и 88 мм вместо 76 мм над МКО и рулевым устройством). На всех проектах башни и барбеты имели защиту толщиной 293 мм. Вооружение проектов «12О» и «12Q» составляли девять 305-мм орудий в трёхорудийных башнях, в проекте «12N» и «12Р» 305-мм орудия размещались в двухорудийных установках, только на первом их было восемь, а на втором десять. На всех проектах дополняли вооружение 12 152-мм орудий в казематах, 12 120-мм зениток в спаренных установках, четыре 8-ствольных «пом-пома» и 10 надводных торпедных аппаратов. Несмотря на ряд оставшихся «ретроградных» решений (два вспомогательных калибра, казематное расположение 152-мм орудий, торпедные аппараты), в проектах появились и решения, сохранившиеся в итоговом проекте. Так, вместо внутреннего наклонного пояса на всех проектах был использован внешний вертикальный пояс. Кроме того, был сделан вывод о невозможности корректно вписать столь разнородную артиллерию из 152-, 120- и 40-мм орудий, после чего начальник Кораблестроительного департамента запросил у Морского штаба изменение требований к линкорам и отказ от 152-мм орудий. Были предложены модификации проектов «12P» и «12N» с увеличением количества 120-мм зенитных орудий до 24 и 28 соответственно. При этом в проекте «12N» также пришлось отказаться и от надводных торпедных аппаратов.
| 305-мм проекты апреля 1934 года | 305-мм проекты апреля 1934 года | 305-мм проекты апреля 1934 года | 305-мм проекты апреля 1934 года | 305-мм проекты апреля 1934 года |
| Проекты | 12N                             | 12O                             | 12P                             | 12Q                             |
| --- | ------------------------------- | ------------------------------- | ------------------------------- | ------------------------------- |
| длина | 173,7                           | 173,7                           | 179,8                           | 179,8                           |
| скорость | 23                              | 23                              | 23,25                           | 23,25                           |
| пояс, погреба ÷ ЭУ, мм | 318—293                         | 318—293                         | 305—280                         | 305—280                         |
| палуба, погреба ÷ ЭУ и рулевой привод, мм | 140—89                          | 140—89                          | 127—76                          | 127—89                          |
| ПТП, мм | 51                              | 51                              | 38                              | 38                              |
| Главный калибр (305-мм орудия) | 4×2                             | 3×3                             | 5×2                             | 3×3                             |
| ТА | 2×5                             | 2×5                             | —                               | —                               |
| ЛА | 1                               | 1                               | —                               | —                               |
| Статьи весовой нагрузки, дл. тонн |                                 |                                 |                                 |                                 |
| Корпус | 11 400                          | 11 400                          | 11 100                          | 11 100                          |
| Оборудование | 1100                            | 1100                            | 1050                            | 1050                            |
| Бронирование | 10 030                          | 9530                            | 9710                            | 9310                            |
| Вооружение | 4070                            | 4200                            | 4740                            | 5140                            |
| ЭУ | 1900                            | 1900                            | 1900                            | 1900                            |
| Итого стандартное водоизмещение | 28 500                          | 28 130                          | 28 500                          | 28 500                          |
| Для всех — мощность ЭУ 45 000 л. с., вооружение 12 152-мм в казематах, 6×2×120-мм ЗА, 4×8×40-мм «пом-пом», 8×4×7,62-мм пулемёты, бронирование — барбеты и лоб башен 292 мм, стенки башен 203 мм, траверзы 254 мм |                                 |                                 |                                 |                                 |

Рассмотрение этих проектов показало, что по всем статьям они проигрывают как новому французскому «Дюнкерку», так и модернизируемым линкорам типа «Куин Элизабет». Был сделан вывод о невозможности создать полноценный линкор в водоизмещении 25—28 тыс. тонн. Эта неудача сыграла свою роль в том, что Британия в дальнейшем не настаивала на ограничении водоизмещения линкора в 28 000 т. Все страны-соперницы планировали создание быстроходных линкоров в рамках лимита в 35 000 т, поэтому в дальнейшем рассматривались только 35000-тонные варианты, и основные усилия были направлены на определение оптимального соотношения скорости, вооружения и защиты в рамках этого лимита.
Управлением кораблестроения был сделан ряд эскизных проработок с различными комбинациями вооружения, защиты и скорости. Общим для всех проектов было требование стандартного водоизмещения в 35 000 т и нормальный запас топлива в 4000 т.
Первоначально Адмиралтейство склонялось к 23-узловым проектам «14А» и «14Q» с хорошей защитой и вооружением из 356-мм орудий. Адмиралы желали получить однородную боевую линию из старых и новых кораблей, и скорость в 23 узла выбиралась исходя из скорости находящихся в строю линкоров. Однако после получения сведений о разработке в Европе 30-узловых линкоров начальник кораблестроительного департамента дал задание на разработку 30-узловых проектов. Так появились проекты «16А», «15А», «14С», «14D» и «14E». В ходе их детального обсуждения развернулась дискуссия по поводу того, стоит ли жертвовать защитой ради скорости. С одной стороны, более высокая скорость позволит линкору догнать противника и выдерживать в ходе боя выгодные для себя дистанцию и курсовые углы. С другой стороны, при этом линкор должен быть достаточно хорошо защищён для боя на дистанции эффективной стрельбы.
В середине 1930-х годов штабные теоретики считали, что в бою на дистанции в 90—100 кабельтовых процент попаданий будет слишком мал для того, чтобы противники смогли потопить друг друга. Для достижения решительного результата противники вынуждены будут сблизиться на дистанцию 60—80 кабельтовых. Некоторые при этом отмечали, что в решительном сражении большую роль играет не высокая скорость, а мощь линкора. Более оптимальной является скорость в 27 узлов, так как три узла разницы не дают заметного преимущества в бою, а достижение 30-узловой скорости возможно только за счёт заметного ухудшения вооружения и бронирования. При этом выбор калибра орудий на дистанции в 60—80 кабельтовых был второстепенен. Бронепробиваемость 356-мм орудий была хоть и незначительно хуже, но достаточной, зато начинала сказываться их большая скорострельность — 2 выстрела в минуту против 1,5—1,7 у 406-мм. При времени полёта снаряда на этой дистанции в 20—30 с это преимущество в скорострельности могло быть реализовано.
В итоге были разработаны 27-узловые проекты «16В», «16С», «15B» и «14F». Все 11 проектов были переданы для анализа в технический департамент Морского штаба. Их детальный анализ был изложен в выводах департамента. В целом выводы сводились к тому, что выбор следует сделать среди трёх основных вариантов:
- 30-узловый линкор с вооружением из 381-мм орудий;
- 27-узловый линкор с вооружением из 381- или 406-мм орудий;
- 23-узловый линкор с вооружением из 406-мм или 356-мм орудий.

20 сентября 1935 года лорды Адмиралтейства обсудили этот анализ и сделали вывод в пользу линкора с девятью 381-мм орудиями и скоростью не ниже 29 узлов. Предполагалось, что эти линкоры будут построены для Европейского театра, а для противостояния более мощным японским и американским линкорам на Дальнем Востоке будет построена следующая серия линкоров с 406-мм орудиями. Однако дальше в процесс проектирования нового линкора вмешалась политика.
| Проекты линкоров 1935 года                                            | Проекты линкоров 1935 года | Проекты линкоров 1935 года | Проекты линкоров 1935 года | Проекты линкоров 1935 года | Проекты линкоров 1935 года | Проекты линкоров 1935 года | Проекты линкоров 1935 года | Проекты линкоров 1935 года | Проекты линкоров 1935 года | Проекты линкоров 1935 года | Проекты линкоров 1935 года |
| Проекты                                                               | 16A                        | 16B                        | 16C                        | 15A                        | 15B                        | 14A                        | 14Q                        | 14C                        | 14D                        | 14E                        | 14F                        |
| --------------------------------------------------------------------- | -------------------------- | -------------------------- | -------------------------- | -------------------------- | -------------------------- | -------------------------- | -------------------------- | -------------------------- | -------------------------- | -------------------------- | -------------------------- |
| Скорость, узлы                                                        | 30                         | 27                         | 27                         | 30                         | 27                         | 23                         | 23                         | 30                         | 30                         | 30                         | 27                         |
| Пояс погреба, мм                                                      | 305                        | 356                        | 318                        | 318                        | 356                        | 343                        | 343                        | 305                        | 356                        | 318                        | 343                        |
| Пояс ЭУ, мм                                                           | 280                        | 343                        | 318                        | 318                        | 343                        | 311                        | 311                        | 280                        | 343                        | 318                        | 305                        |
| Палуба погреба, мм                                                    | 127                        | 152                        | 133                        | 133                        | 152                        | 127                        | 127                        | 127                        | 159                        | 133                        | 152                        |
| Палуба ЭУ, мм                                                         | 76                         | 133                        | 120                        | 108                        | 140                        | 89                         | 89                         | 89                         | 127                        | 133                        | 102                        |
| Главный калибр                                                        | 3×3×406-мм                 | 2×3+1×2×406-мм             | 3×3×406-мм                 | 3×3×381-мм                 | 3×3×381-мм                 | 4×3×356-мм                 | 3×4×356-мм                 | 4×3×356-мм                 | 1×4+2×2×356-мм             | 2×4+1×2×356-мм             | 3×4×356-мм                 |
| Статьи весовой нагрузки, дл. тонн                                     |                            |                            |                            |                            |                            |                            |                            |                            |                            |                            |                            |
| Корпус                                                                | 13 690                     | 13 200                     | 13 250                     | 13 500                     | 13 200                     | 12 375                     | 12 330                     | 13 540                     | 13 200                     | 13 500                     | 13 200                     |
| Оборудование                                                          | 1200                       | 1200                       | 1200                       | 1200                       | 1200                       | 1200                       | 1200                       | 1200                       | 1200                       | 1200                       | 1200                       |
| Бронирование                                                          | 10 075                     | 11 725                     | 11 015                     | 11 155                     | 11 955                     | 11 325                     | 10 525                     | 10 075                     | 11 955                     | 11 395                     | 11 365                     |
| Вооружение                                                            | 7160                       | 6450                       | 7160                       | 6270                       | 6270                       | 7150                       | 6860                       | 7160                       | 5770                       | 6060                       | 6860                       |
| ЭУ                                                                    | 2875                       | 2375                       | 2375                       | 2875                       | 2375                       | 1950                       | 1900                       | 2875                       | 2875                       | 2875                       | 2375                       |
| Итого стандартное водоизмещение                                       | 35 000                     | 34 950                     | 35 000                     | 35 000                     | 35 000                     | 34 000                     | 32 815                     | 34 850                     | 35 000                     | 35 030                     | 35 000                     |
| Для всех — зенитное вооружение 10×2×114-мм, 4 самолёта и 1 катапульта |                            |                            |                            |                            |                            |                            |                            |                            |                            |                            |                            |

Британцы всеми силами стремились ограничить гонку вооружений. Осенью 1935 года по дипломатическим каналам удалось выяснить, что США готовы поддержать предложение об ограничении водоизмещения новых линкоров на отметке 35 000 т, а калибра орудий — 356 мм; считалось, что к этому соглашению примкнёт и Япония. Время для принятия решения уже наступило: до ввода в строй новых линкоров в 1940 году на разработку и принятие на вооружение новых орудий оставалось около трёх лет. И хотя уверенности в заключении нового соглашения не было, британцами 10 октября 1935 года было принято решение строить 35 000-тонные линкоры со скоростью 28 узлов и вооружением из 356-мм орудий. Был дан старт предварительной разработке 356-мм орудий. Правильным решением было бы начать параллельную разработку 406-мм орудий, но по экономическим соображениям этого делать не стали. Дальнейшие события показали ошибочность принятого британцами решения. В Лондоне в конце 1935 — начале 1936 года прошла конференция об ограничении морских вооружений. Её результатом стала ратификация Великобританией, США и Францией в марте 1936 года соглашения об ограничении водоизмещения линкоров в 35 000 дл. т (35 562 т), а калибра орудий — в 356 мм. Япония к договору не присоединилась, поэтому в тексте договора была сделана оговорка, что если Япония не подпишет его до 1 апреля 1937 года, то подписавшие договор страны имеют право увеличить калибр до разрешённых Вашингтонским соглашением 406 мм. Как показали дальнейшие события, ограничение в 356 мм выдержали только сами англичане. Французы изначально проектировали свой «Ришелье» под 380-мм орудия и не меняли калибр, американцы же заложили в проект «Саут Дакота» возможность замены на 406-мм орудия.
12 ноября 1935 года, через месяц после утверждения новых требований, Контролёру флота был представлен на рассмотрение проект «14L». В проекте предусматривалась новая для Британии схема энергетической установки с шахматным чередованием машинных и котельных отделений. Специалисты флота посчитали опасным использовать необходимые для этой схемы длинные валопроводы и потребовали создания альтернативного проекта с более короткими валопроводами. Разработанный проект «14N» по характеристикам мало отличался от «14L». Внешне он отличался наличием одной дымовой трубы вместо двух. Для уменьшения длины валов на 10 м пришлось сдвинуть турбины дальше в корму и сконцентрировать 114-мм зенитки одной группой перед машинным отделением. Ещё одним отличием этого проекта стало размещение главной броневой палубы на уровне средней с соответствующим уменьшением высоты пояса на одну треть.
Оба варианта рассматривались на заседании коллегии Адмиралтейства 2 января 1936 года. Заместитель начальника Морского штаба и Контролёр флота склонялись к варианту «14N», над которым и пошла дальнейшая работа. В процессе обсуждения был принят ряд решений по конструкции:
- При проектном водоизмещении скорость составляла 28 узлов. Но при полном водоизмещении добавлялись 2000 т воды в систему конструктивной подводной защиты (КПЗ) и 4000 т нефти. В результате скорость падала до 27 узлов. Предложение Первого лорда об отказе от воды в системе подводной защиты отклонили, так как это значительно снижало её эффективность. Вместе с тем главному кораблестроителю было поручено рассмотреть возможность замещения воды системы КПЗ на нефть. Это сэкономило бы 2000 т водоизмещения[15].
- Наиболее существенным результатом совещания стало решение об изменении состава вспомогательной артиллерии. Вместо 10 башен 114-мм орудий было решено установить 8 двухорудийных башен со 133-мм орудиями. Эти башни разрабатывались для крейсеров ПВО типа «Дидо». Решение о замене было принято несмотря на то, что проектирование новых установок ещё не начиналось, и директор отдела морской артиллерии готов был указать сроки разработки только к концу года[15][14].
- При варианте бронирования как в проекте «14N» из-за уменьшения высоты пояса снижался боевой запас плавучести. Заместитель начальника штаба настоял на том, чтобы броневая палуба была размещена на уровне главной, а высота пояса возвращена к высоте проекта «14L»[15].
- Начальник инженерного департамента предложил увеличить проектную мощность машинной установки в надежде на предполагаемое увеличение эффективности котлов. За счёт 100 дополнительных тонн на силовую установку расчётную скорость можно было повысить на 0,5 узла[15].

| Финальные проекты линкоров 1935 года | Финальные проекты линкоров 1935 года | Финальные проекты линкоров 1935 года | Финальные проекты линкоров 1935 года |
| Проекты                              | 14L                                  | 14O                                  | 14P                                  |
| ------------------------------------ | ------------------------------------ | ------------------------------------ | ------------------------------------ |
| Мощность ЭУ, л. с.                   | 100 000                              | 100 000                              | 100 000                              |
| Скорость, узлы                       | 28                                   | 28,5                                 | 28,5                                 |
| Пояс у погребов верхний-нижний, мм   | 356                                  | 330-356                              | 381                                  |
| Пояс ЭУ, мм                          | 330                                  | 305-330                              | 356                                  |
| Палуба погреба, мм                   | 152                                  | 140                                  | 152                                  |
| Палуба ЭУ, мм                        | 127                                  | 114                                  | 127                                  |
| Главный калибр                       | 3×4×356-мм                           | 3×4×356-мм                           | 2×4+1×2 356-мм                       |
| Средний калибр                       | 10×2×114-мм                          | 8×2×133-мм                           | 8×2×133-мм                           |
| Статьи весовой нагрузки, дл. тонн    |                                      |                                      |                                      |
| Корпус                               | 12 950                               | 13 065                               | 13 215                               |
| Оборудование                         | 1050                                 | 1050                                 | 1050                                 |
| Бронирование                         | 11 800                               | 12 050                               | 12 500                               |
| Вооружение                           | 6650                                 | 6450                                 | 6050                                 |
| ЭУ                                   | 2550                                 | 2375                                 | 2375                                 |
| Итого стандартное водоизмещение      | 35 000                               | 34 950                               | 35 000                               |

Все эти изменения было решено внедрить. В результате родился вариант «14О» со 133-мм универсальной артиллерией и увеличенной до 28,5 узлов скоростью при стандартном водоизмещении. При полном водоизмещении с форсировкой ЭУ до 110 000 л. с. скорость должна была составить не менее 28 узлов. Для увеличения высоты пояса пришлось решиться на его меньшую толщину. Пояс на новом проекте изменялся не только по длине, но и по высоте. Верхняя часть пояса была на 25 мм тоньше центральной. В районе погребов по верхней кромке его толщина составляла 330 мм, 356 мм по ватерлинии и 152 мм по нижней кромке. В районе ЭУ, соответственно, 305, 330 и 127 мм. Горизонтальное бронирование также было несколько ослаблено — 140 мм над погребами и 114 мм над машинами.
Проект начал приобретать финальные очертания. Он был рассмотрен Морским штабом, выдавшим два замечания к проекту. Штаб посчитал размещение 133-мм орудий одной группой неоптимальным. Во-первых, из-за воздействия дульных газов на зенитные автоматы, во-вторых, при такой концентрации падала боевая устойчивость. Также защита была признана недостаточной, и штаб потребовал её усилить. В идеале под главной броневой палубой нужно было разместить дополнительную противоосколочную палубу толщиной 51 мм. Существовало несколько вариантов решения:
- Разместить главную броневую палубу как на проекте 14N — на уровне средней. При этом высота пояса уменьшалась на одну треть. Из-за снижения боевого запаса плавучести это предложение всерьёз не рассматривалось[15].
- Уменьшение скорости на 2 узла, что давало экономию в 500 т. Но это влекло за собой более короткий корпус и невозможность размещения авиационного вооружения. Также это приводило к тактическим неудобствам[15].
- Уменьшение вооружения до девяти 356-мм орудий в трёхорудийных башнях. Это давало экономию в 1200—1400 т. Но при девяти орудиях огневая мощь британского линкора становилась хуже, чем у линкоров европейских стран, на которых размещалось от восьми до девяти 380/381-мм орудий[17].
- Переход на вооружение из девяти 381-мм орудий в трёхорудийных башнях. Получалась экономия в 800 т. Этот вариант был самым лучшим с технической точки зрения. Но он был нарушением договора 1936 года, на что не могли пойти по политическим причинам[16].

Сам штаб склонялся к варианту уменьшения вооружения до девяти 356-мм орудий, однако в конечном счёте родилось решение оставить 10 356-мм орудий за счёт замены носовой возвышенной башни на двухорудийную. Решение было принято на совещании совета Адмиралтейства 3 апреля 1936 года. Это приводило к необходимости разрабатывать две башни, что сдвигало срок их готовности на два месяца. Но с этим пришлось смириться. Проект получил обозначение «14Р».
В итоге экономии веса хватило на то, чтобы получить на 2/3 верхней части высоты пояса постоянную толщину в 356 мм у погребов и 330 мм в районе машинно-котельных отделений (МКО), а толщина палубы у погребов и МКО составила 152 и 127 мм соответственно. Из-за изменения распределения весов пришлось сдвинуть всю цитадель на 2 м в корму. Кроме того, снова вернулись к размещению универсальной артиллерии в виде двух групп, а также длинным валопроводам, как в проекте «14L». 21 апреля 1936 года британский парламент санкционировал постройку по этому проекту двух линкоров программы 1936 года. Утверждение проекта «14Р» советом Адмиралтейства произошло 24 мая 1936 года. 29 июля был выдан заказ на новые линкоры.. Разработка детальных чертежей велась под общим руководством Главного строителя флота С. Гудолла, главным конструктором проекта являлся Г. Пенгелли. Несмотря на сверхурочные работы, из-за небольшого штата чертёжников рабочие чертежи были готовы только к началу октября и утверждены советом Адмиралтейства 15 октября 1936 года.
Тем временем над Европой сгущались тучи будущей войны. В программу 1937 года было решено включить три линкора. Хотя к этому моменту уже было понятно, что Лондонское соглашение 1936 года не будет выполняться, официально Япония ещё не отказалась от его подписания. Да и разработка любого нового проекта повлекла бы за собой отсрочку ввода в строй на год-полтора. Кроме того, разработка орудий шла тяжело, и первые три башни ожидались только к маю 1940 года, что сдвигало сроки готовности новых линкоров. Поэтому было поддержано предложение Контролёра флота, и 16 ноября 1936 года совет Адмиралтейства принял решение строить три новых корабля по тому же проекту.

## Конструкция

### Корпус
Линкоры типа «Кинг Джордж V» имели гладкопалубный корпус с практически прямоугольным миделем (коэффициент полноты 0,99), но достаточно острыми обводами (коэффициент полноты 0,59). Корпусу была придана максимально простая и технологичная форма. Несмотря на проработки по транцевой корме и бульбу, они не использовались.
Подъём палубы от кормы в нос составлял 1,8 м. Из-за требования Адмиралтейства обеспечить огонь прямо по носу при нулевом угле возвышения орудий от седловатости палубы отказались. Такое решение снижало мореходность и было сомнительным. Вести огонь таким образом всё равно не рекомендовалось из-за повреждения палубы и расположенных под ней устройств. В результате линкоры получились весьма «мокрыми» — на полном ходу вода заливала носовую башню и забрызгивала находящиеся в ней линзы дальномеров.
Корпус линкора разделялся на 19 водонепроницаемых отсеков. При строительстве использовалось в основном заклёпочное соединение. Сварка была в то время слабо развита в кораблестроении Великобритании, а ряд опытов, проведённых в 1930-х годах, дал британским специалистам основания для утверждений, что сварное соединение является менее прочным при взрывных нагрузках. С применением сварки выполнялись лишь надстройки и наименее важные части корпуса.
За счёт высокого броневого пояса удалось обеспечить большой запас плавучести и требования к ней были снижены. Тем не менее метацентрическая высота была достаточно большой — 1,8 м при стандартном водоизмещении, но не такой чрезмерной, как на типе «Нельсон». Это позволило получить плавную качку с периодом в 14 секунд, а скуловые кили и почти квадратный мидель уменьшили её амплитуду. Всё это благотворно сказалось на точности стрельбы. Остойчивость линкоров находилась на высоком уровне, угол опрокидывания при неповреждённом борте превышал 60°. В итоге удалось добиться хорошего сочетания боевых свойств и остойчивости, и корабли этого типа считались хорошими орудийными платформами.
| Распределение весовых нагрузок линкора «Кинг Джордж V» | Распределение весовых нагрузок линкора «Кинг Джордж V» | Распределение весовых нагрузок линкора «Кинг Джордж V» | Распределение весовых нагрузок линкора «Кинг Джордж V» | Распределение весовых нагрузок линкора «Кинг Джордж V» | Распределение весовых нагрузок линкора «Кинг Джордж V» | Распределение весовых нагрузок линкора «Кинг Джордж V» | Распределение весовых нагрузок линкора «Кинг Джордж V» | Распределение весовых нагрузок линкора «Кинг Джордж V» | Распределение весовых нагрузок линкора «Кинг Джордж V» | Распределение весовых нагрузок линкора «Кинг Джордж V» |
| Статьи нагрузки (т)                                    | Корпус                                                 | Оборудование                                           | Гл. механизмы                                          | Всп. механизмы                                         | Вооружение                                             | Броня и ПТЗ                                            | Котельная вода                                         | Топливо                                                | Масло и авиатопливо                                    | Нормальное водоизмещение                               |
| ------------------------------------------------------ | ------------------------------------------------------ | ------------------------------------------------------ | ------------------------------------------------------ | ------------------------------------------------------ | ------------------------------------------------------ | ------------------------------------------------------ | ------------------------------------------------------ | ------------------------------------------------------ | ------------------------------------------------------ | ------------------------------------------------------ |
| По проекту                                             | 13 500                                                 | 1465                                                   | 2292                                                   | 411                                                    | 6765                                                   | 12 500                                                 | 300                                                    | 3700                                                   | 60                                                     | 40 990                                                 |
| С учётом перепроектировки                              | 13 590                                                 | 1478                                                   | 2309                                                   | 403                                                    | 6789                                                   | 12 871                                                 | 300                                                    | 3700                                                   | 60                                                     | 41 500                                                 |
| Фактически                                             | 13 830                                                 | 1619                                                   | 2366                                                   | 402                                                    | 7401                                                   | 12 413                                                 | 255                                                    | 3730                                                   | 60                                                     | 42 076                                                 |

### Экипаж и обитаемость

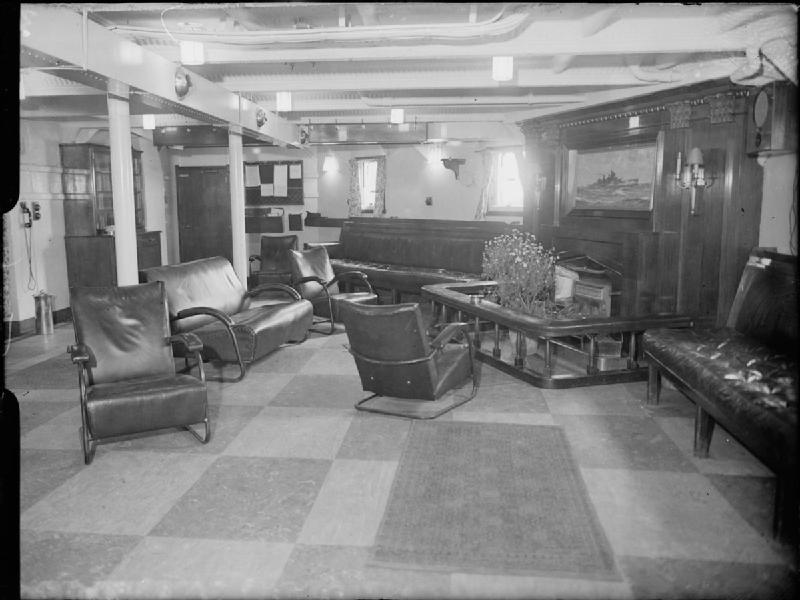
Офицерская кают-компания на линкоре «Кинг Джордж V»

По проекту экипаж линкоров типа «Кинг Джордж V» должен был насчитывать 1397 человек: 70 офицеров и 1327 старшин и матросов. Все пять линкоров первоначально планировалось использовать в качестве флагманских кораблей флота. За счёт адмиральского штаба численность возрастала до 109 офицеров и 1422 старшин и матросов, однако затем было решено в качестве флагмана флота использовать только головной «Кинг Джордж V», а остальные корабли — в качестве флагманов эскадр (штаб из 16 офицеров и 46 рядовых) или дивизий (8 офицеров и 25 рядовых). Поэтому помещения для остальных линкоров перепроектировали под меньший экипаж. Фактически же экипаж был всегда больше проектного, в основном за счёт прислуги вновь устанавливаемой лёгкой зенитной артиллерии, — подобная ситуация была характерна и для линкоров других стран. В 1941 году «Принс оф Уэлс» имел экипаж из 1521 человека. На «Кинг Джордж V» в 1944 году служило 1582 человека. Команды «Дюк оф Йорка», «Энсона» и «Хау» к 1945 году насчитывали по 1556 человек.
Условия обитания на линкорах типа «Кинг Джордж V» были весьма различными для офицерского и прочего состава. По старой британской традиции помещения офицеров находились в кормовой части. Там располагались роскошные адмиральские апартаменты, включавшие в себя спальню, ванную, столовую, салон, кабинет, гардеробную и ещё ряд других помещений. В случае отсутствия на борту адмирала его помещения занимал командир корабля. Собственно командирские апартаменты были гораздо меньше адмиральских и состояли из салона, спальни и ванной. В отсутствие адмирала ими пользовался старший офицер линкора. В боевой обстановке командир чаще использовал походную каюту, расположенную на верхнем уровне носовой надстройки.

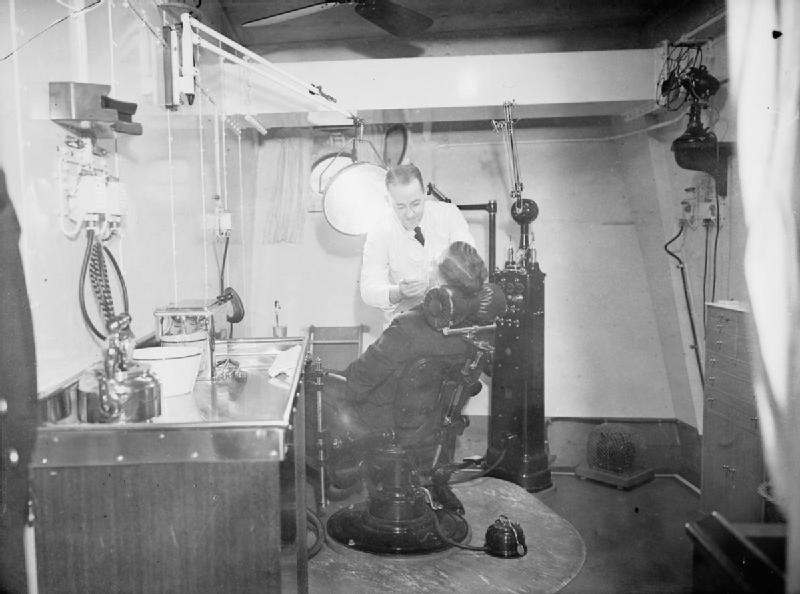
Стоматологический кабинет на линкоре «Кинг Джордж V»

Также в кормовой части располагались и каюты офицеров. Штаб-офицеры размещались в одноместных каютах, обер-офицеры в основном в двухместных. В нижнем уровне кормовой надстройки имелась обширная офицерская кают-компания. Морские пехотинцы традиционно размещались в средней части линкоров, разделяя помещения офицеров и младших чинов. В боевой обстановке они обслуживали погреба боеприпасов.
Условия обитания унтер-офицерского состава были гораздо более скромными. Кают для них не имелось, все они жили в кубриках, хотя и сравнительно просторных. Для унтер-офицеров имелись отдельные помещения для приёма пищи. Рядовой состав размещался в общих кубриках в носовой части, на главной и средней палубах, и находился в весьма стеснённых условиях. На старшего матроса по норме приходилось 1,86 м² площади, на младшего — 1,67 м². Стационарных спальных мест не было, имелись лишь подвесные койки и гамаки, вывешиваемые только на ночь. В кубриках осуществлялся и приём пищи на опускаемых столах. Линкоры типа «Кинг Джордж V» имели весьма развитую систему обслуживания экипажа. На кораблях наличествовали лазарет, изолятор, хирургический и стоматологический кабинеты. Имелись комнаты отдыха для команды, помещение для просмотра фильмов на 400 зрителей, судовая церковь и буфет. Камбузы и кладовые оборудовались самой современной для того времени техникой.
Линкоры типа «Кинг Джордж V» не пользовались репутацией комфортных для службы кораблей. В арктических широтах, за счёт дополнительного утепления помещений войлоком и установки электрических обогревателей помимо штатного парового отопления, жалоб на стужу не было, однако в тропиках сказывалось отсутствие кондиционирования и неудовлетворительная вентиляция помещений. В этом плане новые линкоры оказались даже хуже старых кораблей. Иллюминаторы в корпусе отсутствовали, а производительность принудительной вентиляции была совершенно недостаточной. В результате в тропических водах температура в кубриках держалась на уровне 35 °C, в каютах — 25°—28 °C, в машинном отделении достигала 50 °C и даже 60 °C.

### Энергетическая установка
В выборе энергетической установки (ЭУ) для новых линкоров британские моряки проявили здоровый консерватизм. Хотя в 1931 году на эсминце типа A были установлены котлы, вырабатывавшие пар с давлением в 35 атмосфер и температурой в 400 °C, в эксплуатации они оказались проблемными. Полагая, что наиболее важной характеристикой судовых машин является их надёжность, Адмиралтейство выбрало проект силовой установки, обладавшей весьма умеренными параметрами пара. Давление в котлах составляло 28,12 кгс/см², температура — 370 °C.
В сравнении с энергетическими установками линкоров других стран энергетическая установка линкоров типа «Кинг Джордж V» выглядела скромно, однако вместе с тем она оказалась исключительно надёжной. К тому же сами агрегаты удалось сделать сравнительно лёгкими — удельная мощность меньше 17 кг/л. с., что было значительно меньше 30 кг/л. с. у «Худа», и даже у машин, установленных на новейших американских линейных кораблях типа «Саут Дакота», она доходила до 24,89 кг/л. с.
Впервые на линкорах Королевского флота был применён блочно-эшелонный принцип компоновки машинной установки. Четыре блока механизмов, по одному на каждый вал, были полностью изолированы друг от друга. В блок входило котельное отделение с двумя котлами и один комплект турбин. В каждый блок независимо подавались топливо, вода и масло. К тому же котельные и турбинные отделения по бортам чередовались в шахматном порядке. Предполагалось, что все агрегаты смогут работать независимо, и даже при самом сильном повреждении как минимум два машинно-котельных отделения останутся работоспособны. Рассчитывали даже, что пар можно будет подавать из одного отделения в другое. На практике это требовало времени и полной сохранности коммуникаций между блоками.
Пар вырабатывали восемь трёхбарабанных котлов «адмиралтейского» типа с пароперегревателями. Поверхность нагрева всех котлов составляла 7620 м². Пар из них подавался в низкооборотные турбины, снабжённые одноступенчатыми редукторами. Освоить производство эффективных двухступенчатых редукторов большой мощности британцам, в отличие от немцев и американцев, не удалось. Турбины вращали четыре винта, каждый диаметром 4,42 м. Хотя герметизации силовых установок уделялось большое значение и теоретически турбины могли работать даже будучи полностью под водой, дистанционного управления ими не предусматривалось, в результате чего при полном затоплении машинных отделений контроль над турбинами терялся. Тем не менее энергетическая установка линкоров типа «Кинг Джордж V» в целом соответствовала по своей надёжности лучшим образцам 1930-х годов.
Гораздо хуже обстояло дело с дальностью плавания. В проекте закладывалась дальность 14 000 миль при ходе 10 узлов. На практике она не достигала и половины этого значения. Конструкторы исходили из того, что при ходе 10 узлов будет расходоваться 2,4 тонны топлива в час. Полный запас топлива составлял 3700 дл. т (с учётом дизельного топлива). Но конструкторы просчитались. Расходы топлива на общекорабельные нужды составляли 4 тонны в час на ходу и 1,7 тонны на стоянке. В результате расход топлива на скорости 10 узлов составлял 6,5 тонн в час. Свою роль сыграло и неудовлетворительное качество краски. На подводной части корпуса она быстро теряла свои свойства и из-за этого возрастало сопротивление. Чтобы исправить эту проблему, британцам пришлось закупать краску у американцев.
Недостаточная дальность стала особенно заметна в ходе операций на Тихом океане. Были предприняты определённые усилия для увеличения запаса топлива, в частности, для его хранения стали использоваться отсеки двойного дна и противоторпедной защиты (ПТЗ). Тем не менее показатели «британцев» оставались скромными — после всех переделок «Энсон» мог пройти 2600 миль на 27 узлах, 6800 миль на 15 узлах и лишь 6100 миль на 10 узлах. Показатели других линкоров серии были ещё хуже.
Намучившись с дизель-генераторами на типе «Нельсон», британцы в качестве основных использовали только турбогенераторы. Электроэнергия для корабельных нужд вырабатывалась шестью турбогенераторами, получавшими пар от главной энергетической установки, мощность каждого составляла 330 кВт. Для экстренных ситуаций предназначались два аварийных дизель-генератора той же мощности. При этом их запуск требовал времени, а суммарная мощность втрое уступала основным генераторам. Из-за этого при выходе из строя турбогенераторов аварийные дизель-генераторы не обеспечивали даже основные корабельные нужды. В частности, не хватало энергии для универсальной артиллерии. Возникавшие при этом перегрузки приводили к отключению и резервной системы. Определённым неудобством было и наличие двух кольцевых магистралей подачи электрического тока вместо применявшейся ранее одной. Подключение к ним потребителей и переключение генераторов производилось через единственный распределительный щит. Команды в помещение электрощита передавались только голосом, что создавало определённые сложности при аварийных ситуациях.

### Броневая защита
Бронирование линкоров типа «Кинг Джордж V» стало дальнейшим развитием схемы бронирования «всё или ничего», впервые применённой в Королевском флоте на линкорах типа «Нельсон». Однако, в сравнении с «Нельсонами», бронирование имело весьма существенные отличия. Британцы отказались от внутреннего наклонного расположения броневого пояса, применённого на «Нельсонах». Во-первых, внешняя обшивка могла быть повреждена даже огнём эсминцев, что приводило к обширным затоплениям отсеков между бортом и поясом. Во-вторых, проведённые в 1930-х годах исследования схемы бронирования «Нельсона» показали, что при определённых условиях снаряд может пройти внутрь корабля без встречи с наклонным броневым поясом и разорваться в погребах или машинном отделении.
На типе «Кинг Джордж V» броневой пояс размещался снаружи обшивки. Его длина составляла 126,5 метров или 56 % длины по конструктивной ватерлинии (КВЛ). Он полностью закрывал артиллерийские погреба и машинную установку, особенно с учётом того, что за цитаделью имелись участки пояса чуть меньшей толщины, закрывавшие артпогреба от попаданий на острых курсовых углах. Высота пояса составляла 7,16 метра, причём при стандартном водоизмещении пояс уходил под воду на 2,6 метра.
В отличие от многих современных ему линкоров, где применялось вертикальное расположение цельных плит, «Кинг Джордж V» имел пояс, составленный из трёх рядов плит, но скреплённых очень жёстко, при помощи шипов и пазов. При этом «Кинг Джордж V» имел самый высокий броневой пояс из всех современников. В 1930-х годах британцам удалось значительно улучшить качество своей брони, которая с конца Первой мировой войны считалась лучшей в мире. Снижение содержания углерода увеличило вязкость материала при незначительном снижении твёрдости. Толстый жёсткий закалённый слой увеличивал шанс расколоть снаряд (предотвращение взрыва внутри корабля считалось более важным фактором, чем обеспечение непробития поясной брони). Британская броня отличалась весьма высоким качеством и превосходила современную аналогичную ей американскую (броня «класс А») и немецкую по сопротивляемости на 15—20 %. Пояс рассчитывался на противостояние снарядам калибра 381 мм на дистанциях от 12 300 метров для погребов и от 14 300 метров для энергетической установки. Его толщина колебалась от 381 мм в районе погребов до 356 мм в районе машинных отделений. Плиты нижнего ряда клинообразно утончались до 140 и 114 мм соответственно. Пояс замыкался траверзами, толщина которых варьировалась от 254 до 305 мм над броневой палубой, и составляла до 51 мм под ней. Толстой бронёй было прикрыто 70 % длины корабля, что превосходило показатели всех современников, кроме германских.
Главная броневая палуба накладывалась на верхнюю кромку броневого пояса и закрывала всё пространство цитадели, имея толщину от 127 мм над машинным отделением до 152 мм над артиллерийскими погребами. Палуба должна была противостоять 381-мм снарядам на дистанциях 27 000—31 000 метров соответственно и 454-кг бронебойным бомбам, сброшенным с высот 3200—4500 метров, для погребов и ЭУ соответственно. За пределами цитадели имелась нижняя броневая палуба, на уровне соединения среднего и нижнего ряда броневых плит пояса. Её толщина колебалась от 64 до 127 мм в носу, а в корме толщина составляла 114 мм.
При защите артиллерии главного калибра британцы расположили лобовые броневые плиты башен без наклона, полагая, что в бою на больших дистанциях наклонная броня не даёт преимуществ, но при этом гораздо сложнее в изготовлении. Вертикальная лобовая плита башен имела толщину 324 мм из цементированной брони. Передняя боковая плита имела толщину 229 мм и также изготавливалась из цементированной брони. Задняя боковая плита была из гомогенной 174 мм броневой плиты. Крыша изготавливалась из гомогенной брони толщиной 152 мм. Бронирование барбетов башен было дифференцированным и колебалось от 280 мм на тыльных участках до 343 мм на наиболее угрожаемых боковых. Защита универсальной артиллерии линкоров типа «Кинг Джордж V» оказалась слабой — всего 25 мм. Фактически она пробивалась даже осколками крупных снарядов и не давала сколь-нибудь надёжной защиты.
Сомнительным новшеством стал отказ от хорошо защищённой боевой рубки. Основываясь на опыте Ютландского сражения, британцы пришли к выводу, что она представляет собой слишком маленькую цель, и нет смысла расходовать на неё много брони. К тому же предполагалось, что при попаданиях в рубку приборы управления всё равно выйдут из строя, даже без пробития брони. В результате защита рубки колебалась от 114 до 76 мм вертикальной брони и 51 мм горизонтальной. Такое бронирование не давало надёжной гарантии даже при попадании крупных осколков.

### Подводная защита

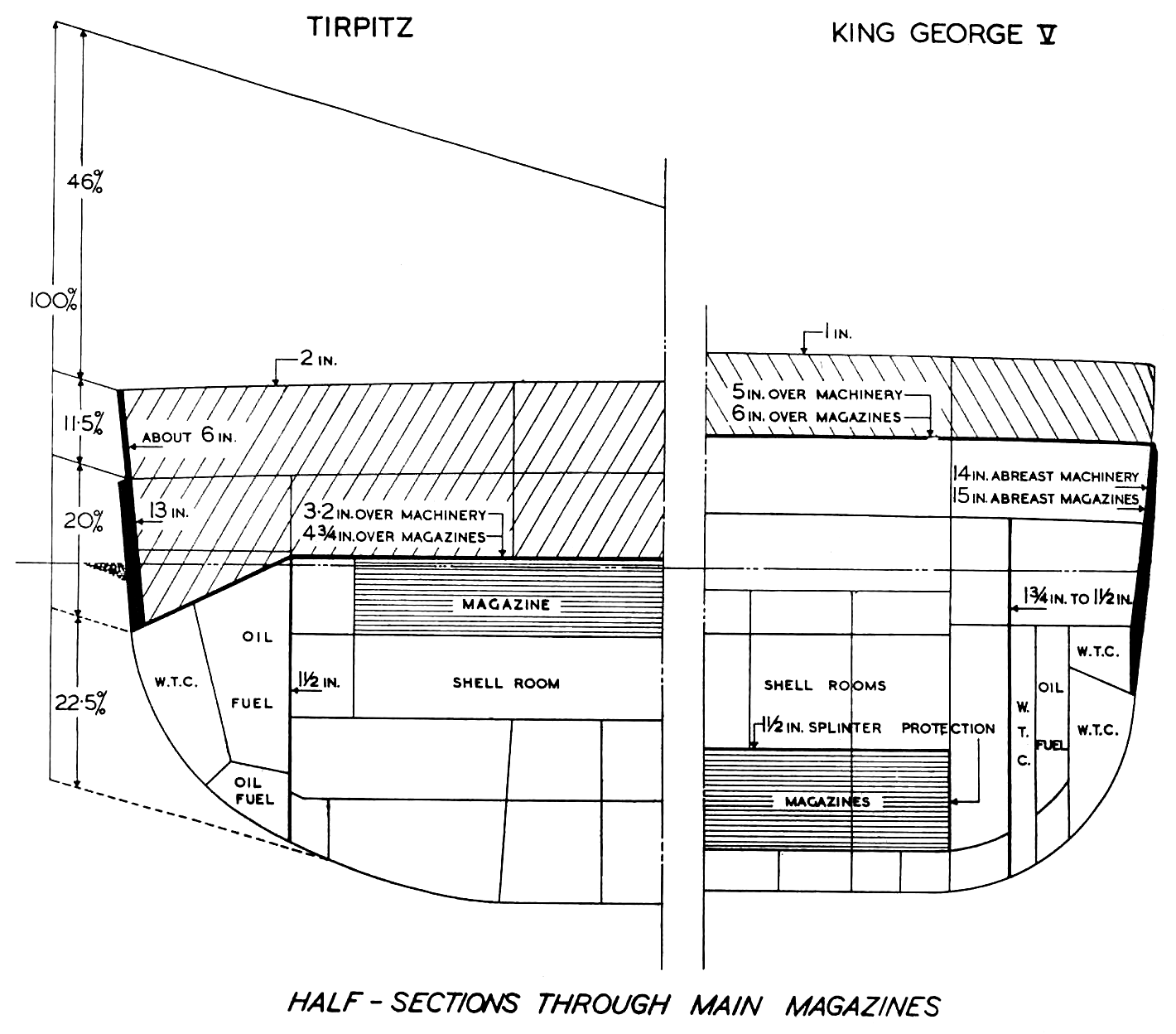
Конструкция ПТЗ линкоров «Тирпиц» и «Кинг Джордж V» в сравнении

Конструирование противоторпедной защиты (ПТЗ) линкоров типа «Кинг Джордж V» велось на основе выводов, полученных в результате модельных испытаний по программе Job-74, завершившейся в 1936 году. Эти испытания оказались, как выяснилось позднее, неполными и учитывали лишь воздействие подводных взрывов на конкретный отсек, но не на всю конструкцию в целом.
ПТЗ линкоров рассчитывалась на противостояние контактным и неконтактным подводным взрывам, эквивалентным по мощности 454 кг ТНТ. Она была построена по принципу «сэндвича». Внешний слой отсеков, разделённых продольными переборками, должен был оставаться пустым и рассеивать силу взрыва. Средний слой заполнялся жидкостью и должен был распределять силу ударной волны на возможно большую площадь. Наконец, третий слой тоже должен был оставаться пустым и предотвращать гидравлический удар по броневой переборке.
Общая глубина ПТЗ была небольшой при сравнении с современными зарубежными линкорами, колеблясь от 4 м на миделе и в районе башен главного калибра «B» и «Y» до 3 м в районе носовой башни «A» главного калибра и кормовой башни. К числу слабостей подводной защиты относилось также неудачное конструктивное соединение с бортом и броневой палубой. Выше ПТЗ находилась лишь тонкая переборка из обычной кораблестроительной стали, легко разрушавшаяся при взрыве. Помещения выше не были изолированы, поэтому вода свободно растекалась по отсекам. Ошибкой было и применение в ПТЗ заклёпочных соединений, выбивавшихся взрывной волной. Наконец, при первом же попадании торпеды внешний слой заполнялся водой и эффективность его работы снижалась до нуля. В целом подводную защиту линкоров типа «Кинг Джордж V» следует признать неудовлетворительной.

### Вооружение

#### Артиллерия главного калибра

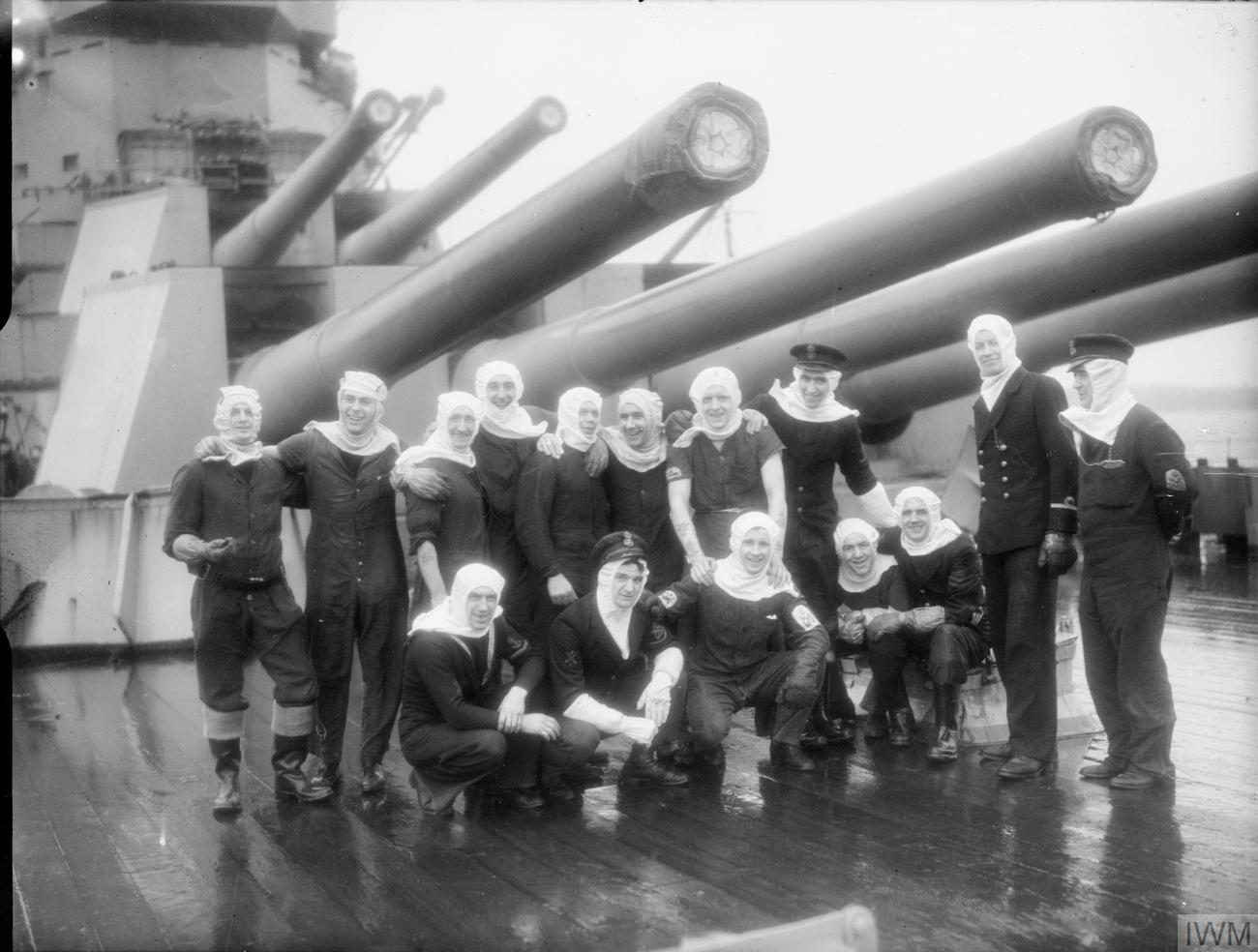
Носовая четырёхорудийная башня линкора «Дюк оф Йорк»

Выбор артиллерии главного калибра объяснялся не только политическими, но и техническими причинами. За годы длительного простоя разработка и производство тяжёлых морских орудий в Великобритании пришли в упадок, и британцам не хватало ресурсов для быстрой разработки новых орудий. 406-мм пушки линкоров типа «Нельсон» считались достаточно мощными, но «проволочная» конструкция их стволов признавалась бесперспективной.
Несмотря на близкие характеристики, новая пушка MkVII не имела преемственности с орудием MkI того же калибра, использовавшимся в годы Первой мировой войны на линкоре «Канада». В отличие от предшественницы, MkVII имела не «проволочную», а скреплённую конструкцию. Данная мера позволила сделать стволы и прочнее, и легче, а их огонь — более точным. Живучесть ствола составила 340—375 выстрелов полным зарядом, что было заметно выше показателей прежних орудий.
Заряжание производилось при фиксированном угле возвышения +5°, что, на первый взгляд, было шагом назад, но, по мнению британских конструкторов, вполне компенсировалось упрощением механизма заряжания. Чтобы снизить влияние необходимости опускания орудий на угол заряжания на скорострельность, скорость подъёма сделали сравнительно большой для орудий такого калибра — 8°/с. Вместе с тем подача боеприпаса вызывала определённые трудности, так как теперь снарядные погреба находились ниже зарядных, для лучшей защиты последних. Проектный цикл стрельбы составил 30 с (2 выстрела в минуту), на практике он был порядка 40 с, что давало скорострельность 1,5 выстрела в минуту. Это не превышало показателей 406-мм орудий с более мощным снарядом. Поэтому были предприняты меры для повышения скорострельности и она составила 2 выстрела в минуту. Во время боя «Дюк оф Йорк» против «Шархорста» боевая скорострельность составила 1,7 выстрелов в минуту, что является хорошим показателем.
Орудия размещались в трёх башнях — двух четырёхорудийных и одной двухорудийной. Получив неудачный опыт эксплуатации трёхорудийных башен линкоров типа «Нельсон», британцы решили вернуться к чётному размещению орудий в башнях. Сами башни оказались очень тяжёлыми — четырёхорудийная весила 1582 тонны, двухорудийная 915 тонн, без учёта веса орудий. Надёжность в целом была невысока, и пропуски в стрельбе случались на протяжении всей войны. Следствием отказа от возвышения корпуса в носу стала заливаемость передней башни на большом ходу, и персоналу перегрузочного отделения приходилось работать по колено в воде. Зато угол возвышения орудий достиг 40°, что давало солидную дальность стрельбы. Общий боезапас составлял 800 снарядов — по 80 снарядов на ствол. Сами погреба были рассчитаны на 100 снарядов на ствол (всего 100 снарядов).
Недостаточно большой вес 356-мм снаряда отчасти компенсировался его конструктивным совершенством. В межвоенный период британцы значительно усовершенствовали свои боеприпасы и добились весьма высокого уровня их эффективности. 356-мм снаряд имел достаточную бронепробиваемость и весьма надёжный взрыватель, что позволяло выводить из строя хорошо бронированные немецкие линкоры. Британские моряки полностью доверяли своим снарядам, и на протяжении почти всей войны боекомплект главного калибра (ГК) линкоров типа «Кинг Джордж V» состоял лишь из бронебойных снарядов. Только в 1943 году британцы стали брать на борт по 5 фугасных снарядов с дистанционным взрывателем. Фугасные снаряды для обстрела берега брались на борт только во время высадки на Сицилию и в конце войны на Тихом океане.
| Бронепробиваемость 356-мм орудий MkVII против германской брони Wotan | Бронепробиваемость 356-мм орудий MkVII против германской брони Wotan | Бронепробиваемость 356-мм орудий MkVII против германской брони Wotan | Бронепробиваемость 356-мм орудий MkVII против германской брони Wotan | Бронепробиваемость 356-мм орудий MkVII против германской брони Wotan | Бронепробиваемость 356-мм орудий MkVII против германской брони Wotan | Бронепробиваемость 356-мм орудий MkVII против германской брони Wotan | Бронепробиваемость 356-мм орудий MkVII против германской брони Wotan | Бронепробиваемость 356-мм орудий MkVII против германской брони Wotan |
| Дистанция                                                            | 0 км                                                                 | 5 км                                                                 | 10 км                                                                | 15 км                                                                | 20 км                                                                | 25 км                                                                | 30 км                                                                | 35 км                                                                |
| -------------------------------------------------------------------- | -------------------------------------------------------------------- | -------------------------------------------------------------------- | -------------------------------------------------------------------- | -------------------------------------------------------------------- | -------------------------------------------------------------------- | -------------------------------------------------------------------- | -------------------------------------------------------------------- | -------------------------------------------------------------------- |
| Бортовая броня, мм                                                   | 749                                                                  | 633                                                                  | 531                                                                  | 446                                                                  | 379                                                                  | 331                                                                  | 274                                                                  | 181                                                                  |
| Палубная броня, мм                                                   | -                                                                    | 22                                                                   | 42                                                                   | 65                                                                   | 86                                                                   | 115                                                                  | 176                                                                  | 381                                                                  |

Артиллерия линкоров типа «Кинг Джордж V» в целом была достаточно неплохой. Отказы бывали и у орудий линкоров других стран, зато точность и живучесть британских Mk VII соответствовала самым высоким стандартам. Основной проблемой был недостаточный для 35000-тонного линкора калибр — лишь «Дюнкерк» и «Шарнхорст», построенные в условиях очень жёстких политических и финансовых ограничений, уступали британским линкорам по этому показателю.
| Сравнительные характеристики артиллерии главного калибра линкоров постройки 1930—1940-х годов | Сравнительные характеристики артиллерии главного калибра линкоров постройки 1930—1940-х годов | Сравнительные характеристики артиллерии главного калибра линкоров постройки 1930—1940-х годов | Сравнительные характеристики артиллерии главного калибра линкоров постройки 1930—1940-х годов | Сравнительные характеристики артиллерии главного калибра линкоров постройки 1930—1940-х годов | Сравнительные характеристики артиллерии главного калибра линкоров постройки 1930—1940-х годов | Сравнительные характеристики артиллерии главного калибра линкоров постройки 1930—1940-х годов | Сравнительные характеристики артиллерии главного калибра линкоров постройки 1930—1940-х годов | Сравнительные характеристики артиллерии главного калибра линкоров постройки 1930—1940-х годов | Сравнительные характеристики артиллерии главного калибра линкоров постройки 1930—1940-х годов | Сравнительные характеристики артиллерии главного калибра линкоров постройки 1930—1940-х годов |
| Характеристики                                                                                | «Кинг Джордж V»                                                                               | «Вэнгард»                                                                                     | «Шарнхорст»                                                                                   | «Бисмарк»                                                                                     | «Литторио»                                                                                    | «Норт Кэролайн»                                                                               | «Айова»                                                                                       | «Дюнкерк»                                                                                     | «Ришелье»                                                                                     | «Ямато»                                                                                       |
| --------------------------------------------------------------------------------------------- | --------------------------------------------------------------------------------------------- | --------------------------------------------------------------------------------------------- | --------------------------------------------------------------------------------------------- | --------------------------------------------------------------------------------------------- | --------------------------------------------------------------------------------------------- | --------------------------------------------------------------------------------------------- | --------------------------------------------------------------------------------------------- | --------------------------------------------------------------------------------------------- | --------------------------------------------------------------------------------------------- | --------------------------------------------------------------------------------------------- |
| Государство                                                                                   | Флаг Великобритании                                                                           | Флаг Великобритании                                                                           | Красный флаг, в центре которого находится белый круг с чёрной свастикой                       | Красный флаг, в центре которого находится белый круг с чёрной свастикой                       | Флаг Италии                                                                                   | Флаг США                                                                                      | Флаг США                                                                                      | Флаг Франции                                                                                  | Флаг Франции                                                                                  | Флаг Японии                                                                                   |
| Тип орудия                                                                                    | Mk VII                                                                                        | Mk I/N                                                                                        | 28cmSKC/34                                                                                    | 38cmSKC/34                                                                                    | Ansaldo1934                                                                                   | Mk6                                                                                           | Mk7                                                                                           | M1931                                                                                         | M1935                                                                                         | Type 94                                                                                       |
| Калибр, мм                                                                                    | 356                                                                                           | 381                                                                                           | 283                                                                                           | 380                                                                                           | 381                                                                                           | 406                                                                                           | 406                                                                                           | 330                                                                                           | 380                                                                                           | 460                                                                                           |
| Масса орудия, кг                                                                              | 80 256                                                                                        | 101 605                                                                                       | 53 250                                                                                        | 111 000                                                                                       | 111 664                                                                                       | 100 363                                                                                       | 121 519                                                                                       | 70 535                                                                                        | 94 130                                                                                        | 165 000                                                                                       |
| Масса бронебойного снаряда, кг                                                                | 721                                                                                           | 879                                                                                           | 330                                                                                           | 800                                                                                           | 885                                                                                           | 1225                                                                                          | 1225                                                                                          | 560                                                                                           | 884                                                                                           | 1460                                                                                          |
| Масса ВВ в снаряде, кг                                                                        | ?                                                                                             | 22                                                                                            | 7,84                                                                                          | 18,8                                                                                          | ?                                                                                             | 18,36                                                                                         | 18,36                                                                                         | ?                                                                                             | 21,9                                                                                          | 33,85                                                                                         |
| Начальная скорость снаряда, м/с                                                               | 757                                                                                           | 749                                                                                           | 890                                                                                           | 820                                                                                           | 850 (870)                                                                                     | 701                                                                                           | 762                                                                                           | 870                                                                                           | 830                                                                                           | 780                                                                                           |
| Максимальная дальность стрельбы, м                                                            | 35 260                                                                                        | 30 500                                                                                        | 42 747                                                                                        | 36 520                                                                                        | 42 263                                                                                        | 33 741                                                                                        | 38 720                                                                                        | 41 700                                                                                        | 41 700                                                                                        | 42 030                                                                                        |

Система управления огнём главного калибра линкоров типа «Кинг Джордж V» считалась весьма совершенной для 1930-х годов. Она включала в себя два командно-дальномерных поста (КДП) — основной носовой и резервный кормовой. КДП оснащались дальномерами — первые два корабля серии имели 15-футовые дальномеры (база 4,57 м), на последующих в носовом КДП устанавливался 20-футовый дальномер (6,07 м). Для определения дистанции также могли использоваться дальномеры в башнях — 12,5-метровые в четырёхорудийных и 9-метровый в двухорудийной. Полученные данные обрабатывались электромеханическими компьютерами. Данная система позволяла добиваться 5—7 % попаданий на дистанции 6—8 миль. В дальнейшем важную роль в управлении огнём стала играть радиолокация, но британские моряки и в 1943 году в бою против «Шарнхорста» предпочитали использовать оптические средства. Радиолокационные станции (РЛС) обычно применялись для обнаружения и сопровождения цели, а также в плохую погоду.

#### Универсальная артиллерия

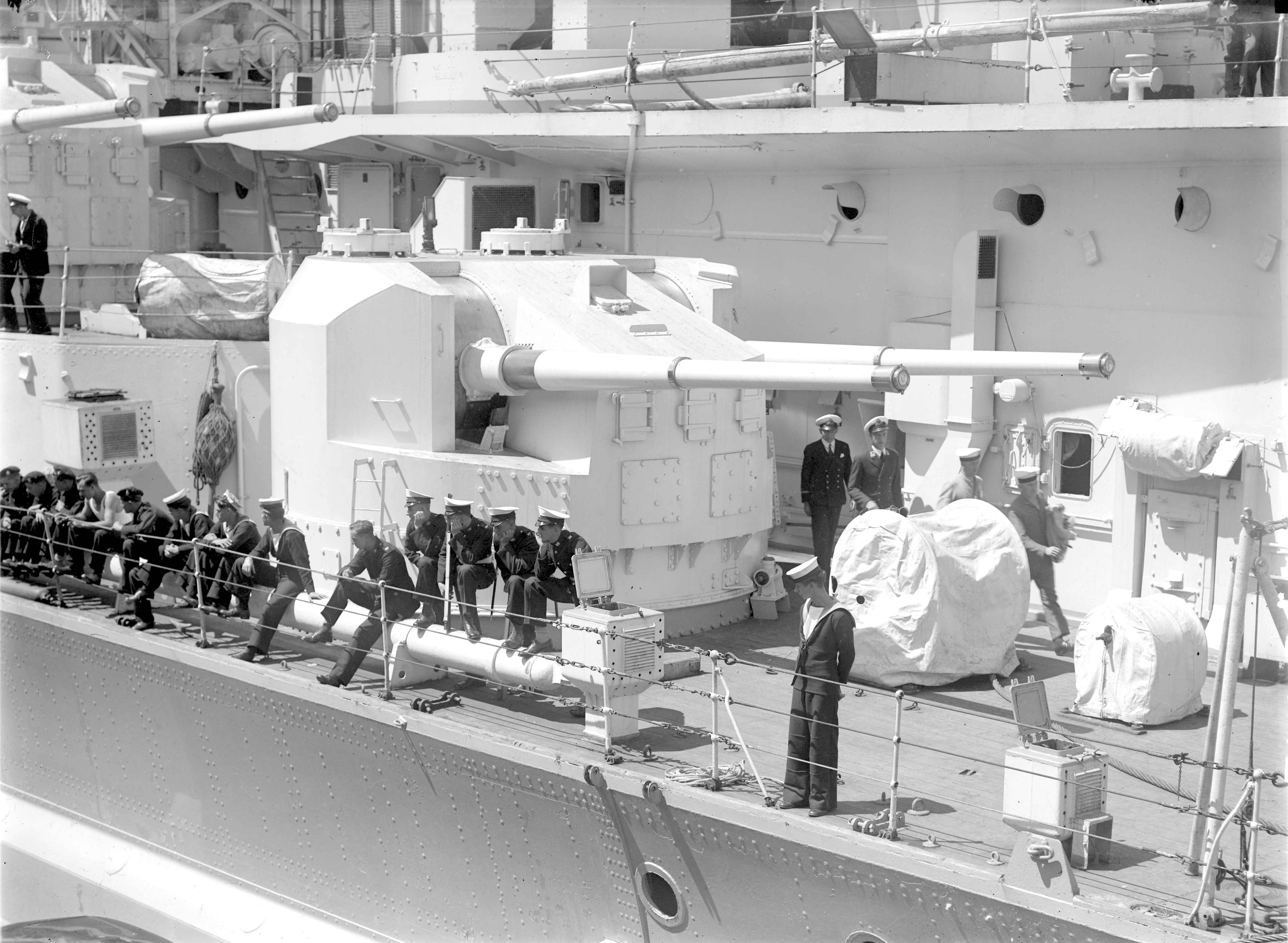
133-мм универсальные орудия на линкоре «Кинг Джордж V»

При выборе вспомогательного калибра новых линкоров было принято правильное в целом решение об установке универсальных орудий. При этом 152-мм орудия признавались слишком тяжёлыми и обладали слишком низкой скорострельностью против воздушных целей, а 114-мм — слишком слабыми против лёгких кораблей. В итоге выбор пал на промежуточный калибр 133-мм (5,25 дюйма), причём эти орудия ещё только предстояло разработать. Предполагалось достичь скорострельности 12 выстрелов в минуту, но уже при проектировании указывалось значение 10 выстр./мин, на практике же скорострельность не превышала 7—8 выстр./мин. Причиной снижения скорострельности было ручное раздельное снаряжание — даже при наличии ряда полуавтоматических операций, ручное заряжание сводило их преимущество на нет и в окончательных спецификациях указывался цикл стрельбы 6 с (10 в/мин), но при весе снаряда в 36,5 кг подающему персоналу было очень трудно выдерживать такой темп и он неизбежно падал. В итоге их скорострельность оказалась на уровне 152-мм орудий.
Шестнадцать 133-мм орудий располагались в восьми двухорудийных башнях, разбитых на четыре группы. По две пары башен располагались линейно-возвышенно по бокам носовой и кормовой надстроек. Каждая группа снабжалась боеприпасами из отдельного погреба. Подача из погребов осуществлялась посредством норий — бесконечных лент, с различными линиями подачи для зенитных, противокорабельных снарядов и зарядов. Боеприпасы подавались в подбашенные отделения и дальше в башню к зарядным лоткам. Подача через люки в полу в данном случае осуществлялась вручную. У возвышенных башен было ещё одно промежуточное перегрузочное отделение, где снаряды из горизонтального приводили в вертикальное положение и подавали дальше в подбашенное отделение. Система была сложной, но обеспечивала хорошую защиту от распространения пламени. Каждая башня имела собственный электромотор для привода гидравлического насоса, обеспечивающий давление в гидроприводах вращения башен, подъёма и склонения орудий, заряжания и подачи боезапаса. Орудия в башне поднимались раздельно. Углы склонения и подъёма орудий были достаточно небольшими и составляли от −5° до +70°.
Расположение орудий считалось удачным. Установленные в два яруса башни могли концентрировать огонь в любом направлении. Эффективность стрельбы артиллерии по надводным кораблям признавалась достаточной. Дальности стрельбы вполне хватало для боя с любыми лёгкими кораблями. Хотя на практике линкорам типа «Кинг Джордж V» довелось применять средний калибр только по немецким линкорам, опыт применения подобных установок на крейсерах ПВО на средних дистанциях был положительным.
Пригодность орудий против воздушных целей оказалась сомнительной. Большая досягаемость по высоте (15 км) при угле возвышения 70° вроде бы позволяла вести эффективный огонь по высоколетящим целям, однако он был неэффективным. В начале войны британский флот использовал лишь дистанционный взрыватель — в зависимости от дальности устанавливалось замедление подрыва снаряда. Замедление рассчитывалась автоматическим прибором, который стоял рядом с орудием. Но дальность выставлял отдельный член расчёта — установщик боеприпасов. И он всегда опаздывал с выставлением дистанции на один залп. Поэтому 133-мм орудия оказались малоэффективными против низколетящих скоростных целей типа торпедоносцев. На практике орудия могли успеть сделать лишь несколько точных по направлению выстрелов до сброса противником торпед, но без корректной установки дистанции. Этот факт подтвердился в бою «Принс оф Уэлс» с японской авиацией. Та же проблема была и со стрельбой по высотным целям. Многие самолёты, атаковавшие «Принс оф Уэлс» с высоты, получили осколочные повреждения, но из-за некорректного выставления дистанции они были незначительными — только один самолёт не смог вернуться на свой аэродром. Положение с выставлением дистанции улучшилось с появлением во второй половине войны снарядов с радиолокационным взрывателем. Подрыв снаряда осуществлялся на заданной дистанции от цели, которая определялась с помощью отражённого радиосигнала от артиллерийской РЛС. Британия не смогла самостоятельно разработать радиовзрыватель и использовала американские. Несмотря на высокую стоимость, они значительно увеличивали эффективность зенитного огня, так что к концу войны до половины фугасных снарядов оснащались ими. К этому времени возросла скорость самолётов и из-за сравнительно низкой скорострельности и малых скоростей подъёма орудий в 10...11° в секунду эффективность зенитного огня оставалась низкой.
Управление огнём осуществлялось с четырёх КДП, расположенных квадратом. На первых двух линкорах были установлены системы управления огнём HACS MkIV, стабилизированные в двух плоскостях, на остальных разместили HACS MkV, имевшие более просторные помещения для установки радиолокационного оборудования. В ходе модернизации 1944—1945 годов «Энсон» получил более совершенный КДП HACS MkVI, но испытать его в бою не успел. Тем не менее скорость обработки данных оставалась недостаточной, и в целом британские системы управления зенитным огнём заметно уступали американской Mk37.

#### Малая зенитная артиллерия

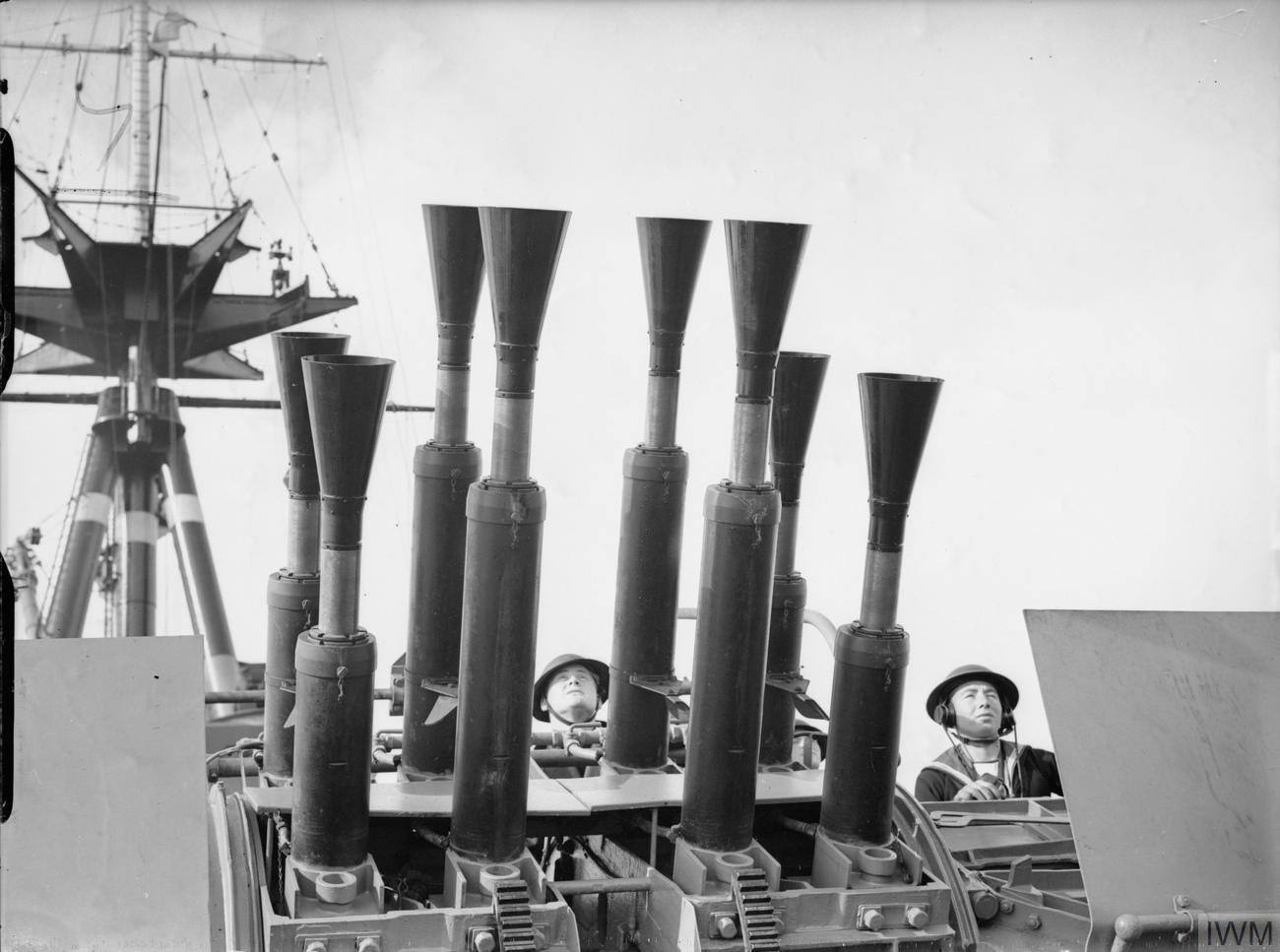
Восьмиствольная установка «Пом-пом» MkVIII

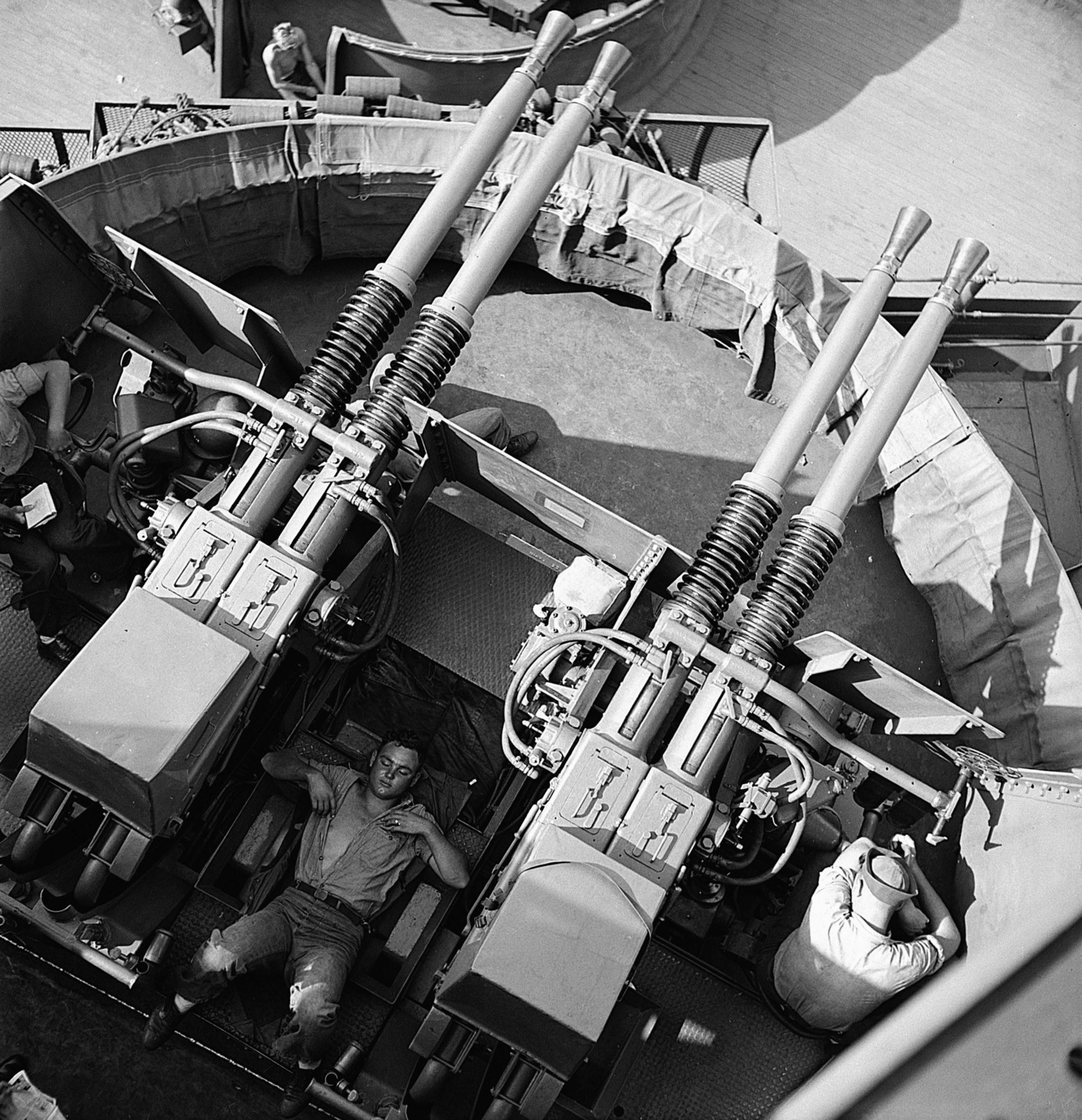
40-мм счетверённая установка «Бофорс»

Основой ближней ПВО британских кораблей являлся 40-мм автомат, за характерный звук при стрельбе прозванный «Пом-пом». Разработанный компанией «Виккерс» ещё в годы Первой мировой войны, «Пом-пом» представлял собой масштабно увеличенный пулемёт Максима. Передовая на момент создания конструкция успела устареть к концу 1930-х годов, несмотря на проведённую модернизацию.
Начальная скорость 40-мм снаряда была низкой и дальность стрельбы составила 5000 м, а прицельная была вдвое меньше. Для поражения цели этим снарядом, не имевшим дистанционного взрывателя, требовалось прямое попадание в самолёт. Ещё одним серьёзным недостатком являлась ненадёжность стрельбы. Подача патронов в матерчатой ленте приводила к её регулярным заеданиям. Восьмиствольная 40-мм установка массой 16 тонн могла действовать только от механического привода, а скорости наведения не хватало для действия по пикировщикам.
При разработке проекта новых линейных кораблей планировалось разместить на них четыре восьмиствольных «Пом-пома». Их должны были дополнять четыре счетверённые установки зенитных пулемётов калибра 12,7 мм. Уже в ходе постройки от пулемётов отказались, заменив их на ещё два восьмиствольных «Пом-пома». 48 стволов лёгкой зенитной артиллерии казались проектировщикам солидной защитой от нападений с воздуха, однако первые же бои выявили недостаточность лёгких зенитных средств.
| Тактико-технически характеристики артиллерии линейных кораблей типа «Кинг Джордж V» | Тактико-технически характеристики артиллерии линейных кораблей типа «Кинг Джордж V» | Тактико-технически характеристики артиллерии линейных кораблей типа «Кинг Джордж V» | Тактико-технически характеристики артиллерии линейных кораблей типа «Кинг Джордж V» | Тактико-технически характеристики артиллерии линейных кораблей типа «Кинг Джордж V» | Тактико-технически характеристики артиллерии линейных кораблей типа «Кинг Джордж V» | Тактико-технически характеристики артиллерии линейных кораблей типа «Кинг Джордж V» |
| Характеристики                                                                      | MkVII                                                                               | MkI                                                                                 | Pom-pom MkVIII                                                                      | Bofors MkII                                                                         | Oerlikon MkII                                                                       |                                                                                     |
| ----------------------------------------------------------------------------------- | ----------------------------------------------------------------------------------- | ----------------------------------------------------------------------------------- | ----------------------------------------------------------------------------------- | ----------------------------------------------------------------------------------- | ----------------------------------------------------------------------------------- | ----------------------------------------------------------------------------------- |
| Калибр, мм                                                                          | 356                                                                                 | 133                                                                                 | 40                                                                                  | 40                                                                                  | 20                                                                                  |                                                                                     |
| Масса орудия, кг                                                                    | 80 256                                                                              | 4362                                                                                | 272                                                                                 | 279                                                                                 | 68                                                                                  |                                                                                     |
| Длина ствола, калибры                                                               | 45                                                                                  | 50                                                                                  | 39,37                                                                               | 56                                                                                  | 65                                                                                  |                                                                                     |
| Вес снаряда, кг                                                                     | 721                                                                                 | 36,5                                                                                | 0,764                                                                               | 0,907                                                                               | 0,122                                                                               |                                                                                     |
| Начальная скорость снаряда, м/с                                                     | 757                                                                                 | 792                                                                                 | 732                                                                                 | 829                                                                                 | 830,5                                                                               |                                                                                     |
| Скорострельность, в/мин                                                             | 2                                                                                   | 7-8                                                                                 | 96                                                                                  | 120                                                                                 | 450                                                                                 |                                                                                     |
| Дальность стрельбы, м                                                               | 35 260                                                                              | 21 400                                                                              | 6220                                                                                | 9830                                                                                | 5715                                                                                |                                                                                     |
| Эффективная дальность стрельбы, м                                                   | —                                                                                   | —                                                                                   | 1555                                                                                | 2286                                                                                | 915                                                                                 |                                                                                     |

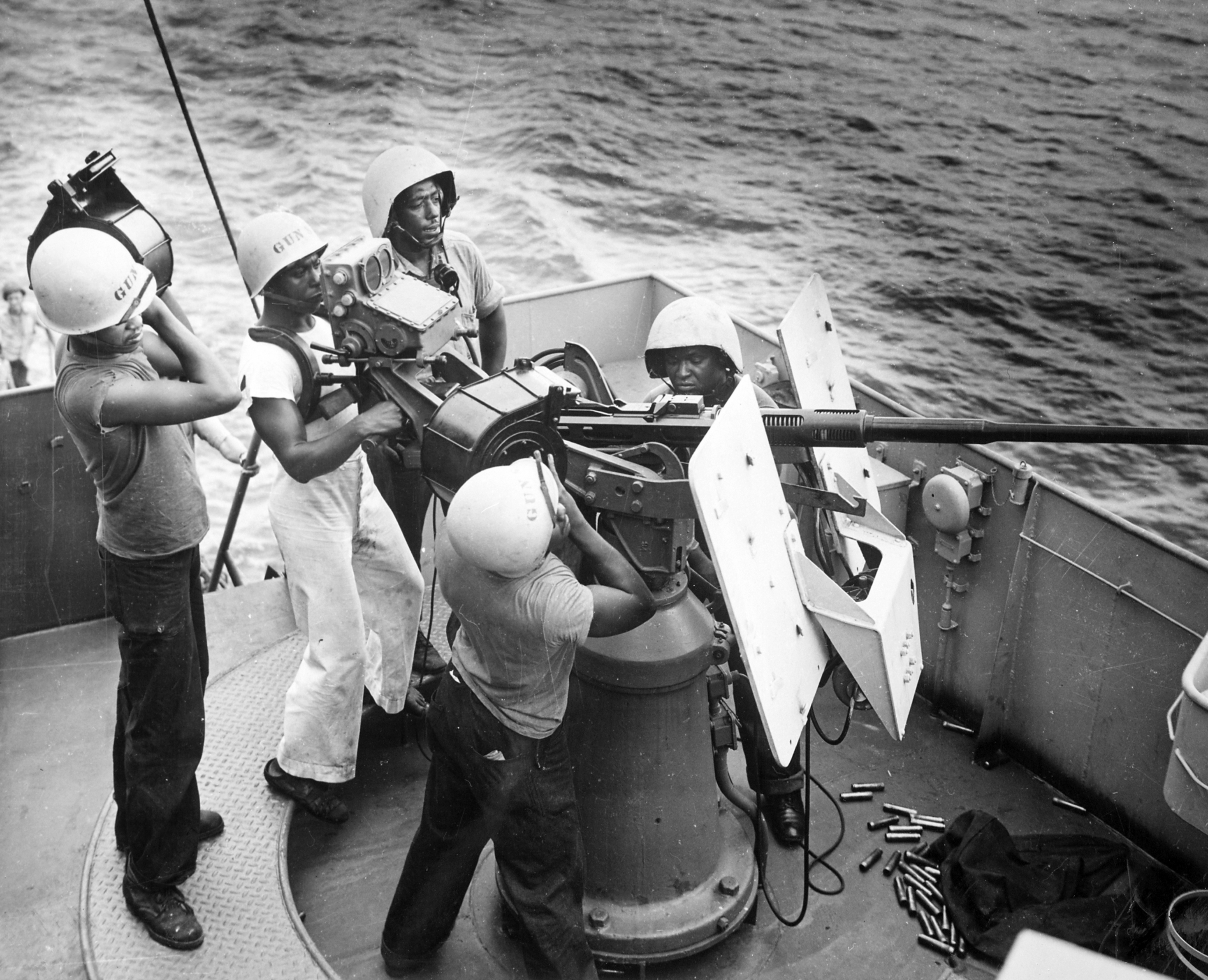
20-мм установка «Эрликон» MkII.

В попытке решить эту проблему в условиях нехватки 40-мм установок MkVIII британцы попытались использовать неуправляемые зенитные ракеты UP. Стартуя вертикально, они выпускали специальную воздушную мину на тросе, в который должен был запутываться вражеский самолёт. Ряд таких коробчатых установок для запуска ракет был размещён на линкорах Королевского флота, включая «Кинг Джордж V» и «Принс оф Уэлс». Эффективность нового оружия оказалась нулевой, при этом, вероятно, именно попадание вражеского снаряда в такую установку привело к сильному пожару на линейном крейсере «Худ» в ходе боя в Датском проливе 24 мая 1941 года. После этого эпизода все установки ракет UP были сняты с кораблей.
В дальнейшем Королевский флот усиливал ПВО линкоров за счёт установки на них лицензионных версий зенитных автоматов иностранной разработки — швейцарских 20-мм «Эрликон» и шведских 40-мм «Бофорс». Американские счетверённые установки «Бофорс» с силовым приводом были значительно совершеннее британских «пом-помов» и британские моряки считали их вдвое более эффективными, чем «Пом-помы». А «Эрликоны» и одиночные «Бофорсы» с ручным управлением могли устанавливаться в любом удобном месте корабля. «Бофорсы» вдвое превосходили «Пом-помы» по эффективной дальности стрельбы при той же скорострельности, а «Эрликоны», при близком эффективном потолке, имели вчетверо большую скорострельность. Новые орудия устанавливались на кораблях в ходе ремонтных работ. Впрочем, «Эрликоны» с ручным наведением, рассматривавшиеся как последний резерв обороны корабля, при полном отключении энергии показали себя оружием с весьма скромными возможностями, так как и выбор цели, и наведение на неё оставлялись на долю стрелка, а сам он был практически не защищён от огня самолётов.
| Изменение состава зенитного вооружения линкоров типа «Кинг Джордж V» | Изменение состава зенитного вооружения линкоров типа «Кинг Джордж V» | Изменение состава зенитного вооружения линкоров типа «Кинг Джордж V» | Изменение состава зенитного вооружения линкоров типа «Кинг Джордж V» | Изменение состава зенитного вооружения линкоров типа «Кинг Джордж V» | Изменение состава зенитного вооружения линкоров типа «Кинг Джордж V» | Изменение состава зенитного вооружения линкоров типа «Кинг Джордж V» | Изменение состава зенитного вооружения линкоров типа «Кинг Джордж V» | Изменение состава зенитного вооружения линкоров типа «Кинг Джордж V» |
| Орудие                                                               | Орудие                                                               | 178-мм НУРC                                                          | 40-мм «Пом-пом»                                                      | 40-мм «Пом-пом»                                                      | 40-мм «Бофорс»                                                       | 40-мм «Бофорс»                                                       | 20-мм «Эрликон»                                                      | 20-мм «Эрликон»                                                      |
| Установка (стволов)                                                  | Установка (стволов)                                                  | UP                                                                   | Mk VI (8)                                                            | Mk VII(4)                                                            | USA Mk 2(4)                                                          | Mk III(1)                                                            | Mk V(2)                                                              | ?(1)                                                                 |
| -------------------------------------------------------------------- | -------------------------------------------------------------------- | -------------------------------------------------------------------- | -------------------------------------------------------------------- | -------------------------------------------------------------------- | -------------------------------------------------------------------- | -------------------------------------------------------------------- | -------------------------------------------------------------------- | -------------------------------------------------------------------- |
| Проект                                                               | 1940                                                                 |                                                                      | 4                                                                    |                                                                      |                                                                      |                                                                      |                                                                      |                                                                      |
| «Кинг Джордж V»                                                      | При постройке, декабрь 1940                                          | 4                                                                    | 4                                                                    |                                                                      |                                                                      |                                                                      |                                                                      |                                                                      |
| «Кинг Джордж V»                                                      | Декабрь 1941 /Конец 1943                                             |                                                                      | 5                                                                    | 1                                                                    |                                                                      |                                                                      |                                                                      | 18 / 38                                                              |
| «Кинг Джордж V»                                                      | Июль 1944 / Сентябрь 1945                                            |                                                                      | 8                                                                    | —                                                                    | 2                                                                    | 0 / 2                                                                | 6                                                                    | 26 / 24                                                              |
| «Принс оф Уэлс»                                                      | При постройке, март 1941                                             | 3                                                                    | 4                                                                    |                                                                      |                                                                      | 1                                                                    |                                                                      |                                                                      |
| «Принс оф Уэлс»                                                      | Июль 1941                                                            |                                                                      | 6                                                                    |                                                                      |                                                                      | 1                                                                    |                                                                      |                                                                      |
| «Дюк оф Йорк»                                                        | При постройке, ноябрь 1941                                           |                                                                      | 6                                                                    |                                                                      |                                                                      |                                                                      |                                                                      | 6                                                                    |
| «Дюк оф Йорк»                                                        | Апрель 1942 / Март 1943                                              |                                                                      | 6                                                                    |                                                                      |                                                                      |                                                                      |                                                                      | 14 / 28                                                              |
| «Дюк оф Йорк»                                                        | Середина 1944 / Апрель 1945                                          |                                                                      | 6 / 8                                                                | 0 / 6                                                                | 0 / 2                                                                |                                                                      | 2 / 8                                                                | 26 / 41                                                              |
| «Дюк оф Йорк»                                                        | 1945 / 1946                                                          |                                                                      | 8                                                                    | 6 / 2                                                                | 2                                                                    |                                                                      | 8                                                                    | 39 / 14                                                              |
| «Энсон»                                                              | При постройке, июнь 1942                                             |                                                                      | 6                                                                    |                                                                      |                                                                      |                                                                      |                                                                      | 18                                                                   |
| «Энсон»                                                              | Середина 1943 / Март 1945                                            |                                                                      | 6 / 8                                                                | 0 / 4                                                                | 0 / 2                                                                |                                                                      | 0 / 8                                                                | 40 / 53                                                              |
| «Энсон»                                                              | 1945 / 1946                                                          |                                                                      | 8                                                                    | 6 / 8                                                                | 2                                                                    |                                                                      | 6                                                                    | 53                                                                   |
| «Хоу»                                                                | При постройке, август 1942                                           |                                                                      | 6                                                                    |                                                                      |                                                                      |                                                                      |                                                                      | 18                                                                   |
| «Хоу»                                                                | Середина 1943/Май 1944                                               |                                                                      | 6 / 8                                                                |                                                                      | 0 / 2                                                                |                                                                      | 0 / 4                                                                | 50 / 34                                                              |
| «Хоу»                                                                | Сентябрь 1945(/Конец 1945                                            |                                                                      | 8                                                                    | 6                                                                    | 2                                                                    | 18 / 12                                                              | 4                                                                    | —                                                                    |
| «Хоу»                                                                | Март 1946/Июнь 1949                                                  |                                                                      | 8                                                                    | —                                                                    | 2 / 0                                                                | 4                                                                    | 4                                                                    | —                                                                    |

#### Авиационное вооружение

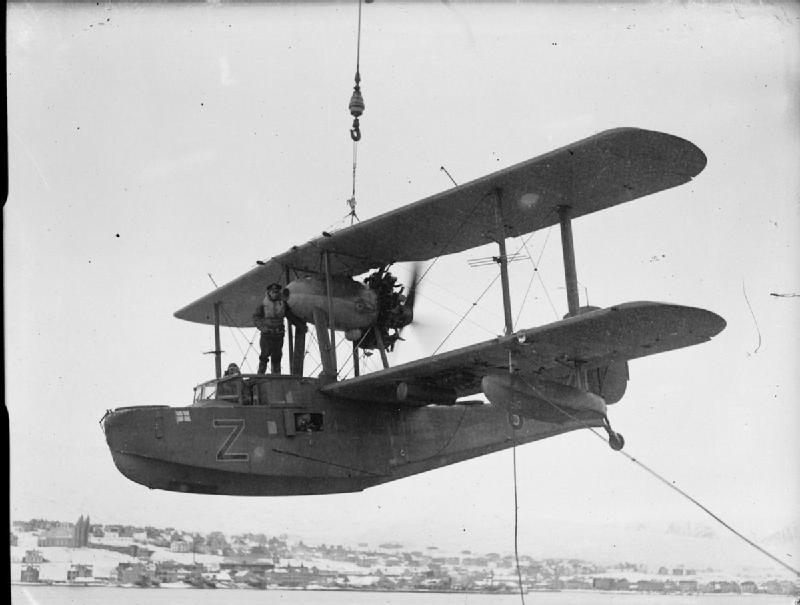
Подъём гидросамолёта «Валрус» на линкор «Кинг Джордж V»

В соответствии с представлениями 1930-х годов, линкоры типа «Кинг Джордж V» должны были нести катапульты и гидроавиацию. На корабельные самолёты возлагались задачи ведения разведки и корректировки артиллерийского огня. Было мнение, что авиацией флот должны были обеспечивать авианосцы, поскольку на линкорах авиационное оборудование занимает слишком много места, которое можно использовать для других целей. Вместо ангара и катапульт можно было установить ещё четыре башни универсальных 133-мм пушек. Тактико-технические характеристики гидросамолётов были низкими, а сами линкоры подвергались ненужной опасности, останавливаясь для подбора гидропланов с воды. Но победила точка зрения, что авианосца в решающий момент может не оказаться рядом с линкорами, а с использованием самолёта дальность обзора и точность стрельбы на больших дистанциях заметно повышается. В конечном счёте это мнение взяло верх. Линкоры типа «Кинг Джордж V» должны были оснащаться катапультой и четырьмя гидросамолётами. Из них две машины должны были храниться в ангарах и ещё две — непосредственно на катапультах. По факту вторая возможность не использовалась и больше двух самолётов корабли никогда не несли.
Линкоры были оснащены неподвижной поперечной катапультой D-IIIH, занимавшей мало места и способной разогнать до взлётной скорости самолёт массой до 5,5 тонн. В качестве бортового самолёта использовались бипланы «Альбакор», установленные на поплавки и не имевшие возможности подвески торпед. Кроме того, мог применяться и весьма распространённый на флоте разведчик-корректировщик «Валрус». С развитием радиолокации и появлением в составе флота достаточного количества авианосцев надобность в разведывательных самолётах на линейных кораблях отпала. В ходе очередных ремонтов в 1943—1945 годах авиационное оборудование было демонтировано со всех линкоров. Освободившееся место использовали для размещения шлюпок и спасательных плотов, что, в свою очередь, увеличило пространство для установки новых зенитных автоматов на кормовой надстройке.

### Радиоэлектронное оборудование
| РЛС Великобритании, использовавшиеся на линкорах типа «Кинг Джордж V» | РЛС Великобритании, использовавшиеся на линкорах типа «Кинг Джордж V» | РЛС Великобритании, использовавшиеся на линкорах типа «Кинг Джордж V» | РЛС Великобритании, использовавшиеся на линкорах типа «Кинг Джордж V» | РЛС Великобритании, использовавшиеся на линкорах типа «Кинг Джордж V»                                              |
| Станция                                                               | Длина волны                                                           | Мощность сигнала, кВт                                                 | Дальность обнаружения, миль                                           | Назначение |
| --------------------------------------------------------------------- | --------------------------------------------------------------------- | --------------------------------------------------------------------- | --------------------------------------------------------------------- | --- |
| Тип 262                                                               | 3 см                                                                  |                                                                       | до 4,5                                                                | Артиллерийский радар МЗА, устанавливался непосредственно на КДП «пом-помов». Поступил на вооружение в конце войны. |
| Тип 271                                                               | 10 см                                                                 | 5—90                                                                  | 10—25                                                                 | РЛС обнаружения надводных целей                                                                                    |
| Тип 273                                                               | 10 см                                                                 | 5—90                                                                  | 10—25                                                                 | РЛС обнаружения надводных целей                                                                                    |
| Тип 274                                                               | 10 см                                                                 | до 400                                                                | 10—36                                                                 | Артиллерийский радар ГК. Поступил на вооружение к концу войны                                                      |
| Тип 277                                                               | 10 см                                                                 | 500                                                                   | 25—35                                                                 | Комбинированная РЛС для обнаружения надводных и воздушных целей с измерителем высоты                               |
| Тип 279                                                               | 7 м                                                                   | 70                                                                    | 100                                                                   | РЛС обнаружения воздушных целей                                                                                    |
| Тип 293                                                               | 10 см                                                                 | 500                                                                   | 12,5                                                                  | Комбинированная РЛС сопровождения надводных и воздушных целей                                                      |
| Тип 281                                                               | 3,5—4 м                                                               | 350                                                                   | 120                                                                   | РЛС обнаружения воздушных целей                                                                                    |
| Тип 240                                                               |                                                                       |                                                                       |                                                                       | Система распознавания свой-чужой. Антенна поверх антенны РЛС тип 281 или тип 279                                   |
| Тип 243                                                               |                                                                       |                                                                       |                                                                       | Система распознавания свой-чужой. Антенна поверх антенны РЛС тип 281 или тип 279                                   |
| Тип 282                                                               | 50 см                                                                 | 25                                                                    | 3,5                                                                   | Артиллерийский радар мелкокалиберной зенитной артиллерии, устанавливался непосредственно на КДП «пом-помов»        |
| Тип 284                                                               | 50 см                                                                 | 25                                                                    | 10                                                                    | Артиллерийский радар ГК                                                                                            |
| Тип 285                                                               | 50 см                                                                 | 25                                                                    | 8,5                                                                   | Артиллерийский радар зенитной артиллерии дальнего действия, устанавливался на КДП 133-мм орудий                    |
| Тип 651                                                               |                                                                       |                                                                       |                                                                       | Система постановки помех радиоуправляемому оружию                                                                  |

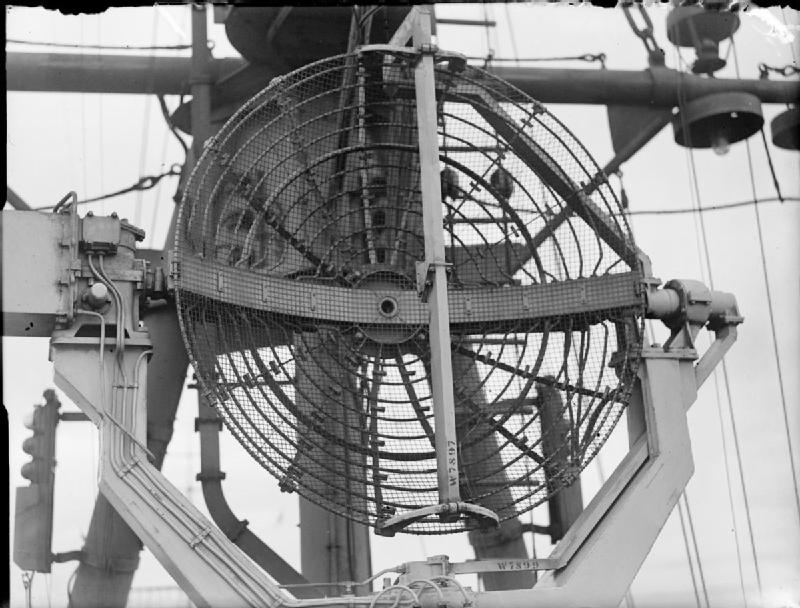
Радиолокатор Тип 277

Первые радары появились до начала Второй Мировой войны и получили стремительное развитие в её течении. В британском флоте первым в 1938 году был создан радар освещения воздушной обстановки Тип 79Y 7 метрового диапазона, способный обнаруживать самолёты на дальности до 50 миль. Дальнейшим развитием стала его модификация 1939 года Тип 79Z с увеличенной мощностью сигнала и дальностью. В 1940 году им на смену была разработана радиолокационная станция (РЛС) Тип 279. Дальнейшие усилия были направлены на создание радара освещения надводной обстановки. В конце 1940 года была испытана РЛС Тип 281, имевшая длину волны 5 м. Её возможности по обнаружению надводных целей были весьма скромными — дальность обнаружения составила 11—12 миль. Но она была значительно лучше Тип 279 по поиску воздушных целей — дальность составила до 120 миль, и поэтому стала основной РЛС освещения воздушной обстановки. Линкоры типа «Кинг Джордж» получали её при вхождении в строй.
Параллельно шла разработка РЛС управления артиллерийским огнем дециметрового диапазона. Первым в середине 1940 года был испытан радар Тип 284 для управления огнём главного калибра с длиной волны 50 см. Но он был тяжёлым и не подходил для управления зенитным огнём. Была создана РЛС Тип 285 с пятью или шестью направленными волновыми каналами (антеннами Яги). Она устанавливалась на постах управления огнём дальней зенитной артиллерии. Её применение было признано не слишком удачным, в первую очередь из-за несовершенства систем управления зенитным огнём. С целью как-то компенсировать недостатки РЛС были разработаны устройства ведения автоматического заградительного огня (англ. Auto Barrage Units) — они автоматически давали залп зенитной артиллерии с установленным на определённую дистанцию взрывателем снаряда при достижении цели на заранее выбранной дистанции в диапазоне от 1000 до 5000 м. Фактически система могла дать только один залп, но значительно повышала эффективность действия зенитной артиллерии. Чтобы повысить шанс сбития, устройства заградительного огня были установлены и на орудия главного калибра крейсеров и линкоров. Данные по дальности им в таком случае выдавала РЛС Тип 283, сходная по характеристикам с Тип 285, но имевшая только две антенны.
Упрощённый вариант радара Тип 285 — только с двумя антеннами, получил обозначение Тип 282 и применялся для управления огнём малой зенитной артиллерии, устанавливаясь в первую очередь на директора «пом-помов». Первым четыре РЛС этого типа получил «Принс оф Уэлс» в начале 1941 года. Реальные попытки применить их в последнем бою «Принс оф Уэлс» дали очень скромные результаты. Для нужд навигации к марту 1941 года для эсминцев и корветов был создан 10-см радар Тип 271. Он позволял обнаружить подводную лодку на дальности до 5 км и под перископом на дальности порядка 2,8 км. Его более мощные версии Тип 272 и Тип 273 применялись на крейсерах и линкорах. Производство РЛС не успевало за потребностью флота и в качестве временной меры на линкорах ставились радары Тип 271, с последующей заменой на Тип 273. Так «Принс оф Уэлс» в свой последний бой шел с радаром Тип 271 вместо Тип 273.
В 1943 году для снижения вероятности дружественного огня радары Тип 281 были оснащены антеннами системы опознавания «свой—чужой» Тип 240 или Тип 243, а радары Тип 273 — системами Тип 242 или Тип 252. На артиллерийские радары они не устанавливались: перед стрельбой было необходимо точно убедиться, что под прицелом находится именно противник. Ближе к концу войны британцы начали оснащать линкоры ещё более совершенными станциями поиска Тип 277 и Тип 293. Обе станции работали в дециметровом диапазоне и благодаря этому могли обнаруживать и надводные, и воздушные цели. Ещё одним важнейшим преимуществом этих станций в сравнении с прежними радарами стала возможность определять высоту полёта целей.
Кроме того, в течение 1941—1945 годов на кораблях серии была установлена обширная гамма радиопеленгаторов различных типов и детекторов радиолокационного излучения РЛС противника. В 1943 году в Германии были приняты планирующие бомбы на радиоуправлении Hs 293 и FX-1400. Для противодействия им были установлены станции постановки радиопомех Тип 650, разработанные на базе сухопутной станции. К концу войны её заменила усовершенствованная станция постановки помех Тип 651.
| Изменение состава радиотехнических средств линкоров типа «Кинг Джордж V» | Изменение состава радиотехнических средств линкоров типа «Кинг Джордж V» | Изменение состава радиотехнических средств линкоров типа «Кинг Джордж V» | Изменение состава радиотехнических средств линкоров типа «Кинг Джордж V» | Изменение состава радиотехнических средств линкоров типа «Кинг Джордж V» | Изменение состава радиотехнических средств линкоров типа «Кинг Джордж V» | Изменение состава радиотехнических средств линкоров типа «Кинг Джордж V» | Изменение состава радиотехнических средств линкоров типа «Кинг Джордж V» | Изменение состава радиотехнических средств линкоров типа «Кинг Джордж V» | Изменение состава радиотехнических средств линкоров типа «Кинг Джордж V» | Изменение состава радиотехнических средств линкоров типа «Кинг Джордж V» | Изменение состава радиотехнических средств линкоров типа «Кинг Джордж V» | Изменение состава радиотехнических средств линкоров типа «Кинг Джордж V» | Изменение состава радиотехнических средств линкоров типа «Кинг Джордж V» | Изменение состава радиотехнических средств линкоров типа «Кинг Джордж V» | Изменение состава радиотехнических средств линкоров типа «Кинг Джордж V» | Изменение состава радиотехнических средств линкоров типа «Кинг Джордж V» | Изменение состава радиотехнических средств линкоров типа «Кинг Джордж V» | Изменение состава радиотехнических средств линкоров типа «Кинг Джордж V» | Изменение состава радиотехнических средств линкоров типа «Кинг Джордж V» |
| Корабль                                                                  | Период                                                                   | РЛС обнаружения, по типам                                                | РЛС обнаружения, по типам                                                | РЛС обнаружения, по типам                                                | РЛС обнаружения, по типам                                                | РЛС обнаружения, по типам                                                | РЛС обнаружения, по типам                                                | РЛС обнаружения, по типам                                                | РЛС обнаружения, по типам                                                | артиллерийские                                                           | артиллерийские                                                           | артиллерийские                                                           | артиллерийские                                                           | артиллерийские                                                           | артиллерийские                                                           | Глу- шилка                                                               | Радиопеленгаторы                                                         | Радиопеленгаторы                                                         | Радиопеленгаторы                                                         |
| Корабль                                                                  | Период                                                                   | надводного                                                               | надводного                                                               | комбини рованного                                                        | комбини рованного                                                        | воздушного                                                               | воздушного                                                               | воздушного                                                               | воздушного                                                               | ГК                                                                       | ГК                                                                       | 133-мм                                                                   | 133-мм                                                                   | ЗА                                                                       | ЗА                                                                       | Глу- шилка                                                               | ВЧ                                                                       | ВЧ                                                                       | СЧ                                                                       |
| Корабль                                                                  | Период                                                                   | Тип 271                                                                  | Тип 273                                                                  | Тип 277                                                                  | Тип 293                                                                  | Тип 279                                                                  | Тип 279В                                                                 | Тип 281                                                                  | Тип 281B                                                                 | Тип 284                                                                  | Тип 274                                                                  | Тип 285                                                                  | Тип 275                                                                  | Тип 282                                                                  | Тип 262                                                                  | Тип 651                                                                  | FC2                                                                      | RH2                                                                      | FM2                                                                      |
| ------------------------------------------------------------------------ | ------------------------------------------------------------------------ | ------------------------------------------------------------------------ | ------------------------------------------------------------------------ | ------------------------------------------------------------------------ | ------------------------------------------------------------------------ | ------------------------------------------------------------------------ | ------------------------------------------------------------------------ | ------------------------------------------------------------------------ | ------------------------------------------------------------------------ | ------------------------------------------------------------------------ | ------------------------------------------------------------------------ | ------------------------------------------------------------------------ | ------------------------------------------------------------------------ | ------------------------------------------------------------------------ | ------------------------------------------------------------------------ | ------------------------------------------------------------------------ | ------------------------------------------------------------------------ | ------------------------------------------------------------------------ | ------------------------------------------------------------------------ |
| «Кинг Джордж»                                                            | при постройке, декабрь 1940                                              |                                                                          |                                                                          |                                                                          |                                                                          | 1                                                                        |                                                                          |                                                                          |                                                                          | 1                                                                        |                                                                          |                                                                          |                                                                          |                                                                          |                                                                          |                                                                          | 1                                                                        |                                                                          |                                                                          |
| «Кинг Джордж»                                                            | начало 1941                                                              | 1                                                                        |                                                                          |                                                                          |                                                                          | 1                                                                        |                                                                          |                                                                          |                                                                          | 1                                                                        |                                                                          |                                                                          |                                                                          |                                                                          |                                                                          |                                                                          | 1                                                                        |                                                                          |                                                                          |
| «Кинг Джордж»                                                            | конец 1941                                                               | —                                                                        | 1                                                                        |                                                                          |                                                                          | 1                                                                        |                                                                          |                                                                          |                                                                          | 1                                                                        |                                                                          |                                                                          |                                                                          | 5                                                                        |                                                                          |                                                                          | 1                                                                        |                                                                          |                                                                          |
| «Кинг Джордж»                                                            | середина 1942                                                            | —                                                                        | 1                                                                        |                                                                          |                                                                          | 1                                                                        |                                                                          |                                                                          |                                                                          | 1                                                                        |                                                                          | 4                                                                        |                                                                          | 5                                                                        |                                                                          |                                                                          | 1                                                                        |                                                                          | 1                                                                        |
| «Кинг Джордж»                                                            | июль 1944                                                                |                                                                          | —                                                                        | 1                                                                        | 1                                                                        |                                                                          | 1                                                                        |                                                                          |                                                                          | —                                                                        | 1                                                                        | 5                                                                        |                                                                          | 7                                                                        |                                                                          |                                                                          | —                                                                        | 1                                                                        | 1                                                                        |
| «Принс оф Уэлс»                                                          | при постройке, март 1941                                                 |                                                                          |                                                                          |                                                                          |                                                                          | 1                                                                        |                                                                          |                                                                          |                                                                          | 1                                                                        |                                                                          |                                                                          |                                                                          |                                                                          |                                                                          |                                                                          | 1                                                                        |                                                                          |                                                                          |
| «Принс оф Уэлс»                                                          | май 1941                                                                 |                                                                          |                                                                          |                                                                          |                                                                          | 1                                                                        |                                                                          |                                                                          |                                                                          | 1                                                                        |                                                                          | 4                                                                        |                                                                          | 4                                                                        |                                                                          |                                                                          | 1                                                                        |                                                                          |                                                                          |
| «Принс оф Уэлс»                                                          | июль 1941                                                                | 1                                                                        |                                                                          |                                                                          |                                                                          | 1                                                                        |                                                                          |                                                                          |                                                                          | 1                                                                        |                                                                          | 4                                                                        |                                                                          | 4                                                                        |                                                                          |                                                                          | 1                                                                        |                                                                          |                                                                          |
| «Дюк оф Йорк»                                                            | при постройке, ноябрь 1941                                               |                                                                          | 1                                                                        |                                                                          |                                                                          |                                                                          |                                                                          | 1                                                                        |                                                                          | 1                                                                        |                                                                          | 4                                                                        |                                                                          | 6                                                                        |                                                                          |                                                                          |                                                                          |                                                                          | 1                                                                        |
| «Дюк оф Йорк»                                                            | апрель 1945                                                              |                                                                          | —                                                                        | 1                                                                        | 1                                                                        |                                                                          |                                                                          | —                                                                        | 1                                                                        | —                                                                        | 2                                                                        | 4                                                                        |                                                                          | 7?                                                                       |                                                                          |                                                                          |                                                                          | 1                                                                        | 1                                                                        |
| «Энсон»                                                                  | при постройке, июнь 1942                                                 |                                                                          | 1                                                                        |                                                                          |                                                                          |                                                                          |                                                                          | 1                                                                        |                                                                          | 1                                                                        |                                                                          | 4                                                                        |                                                                          | 6                                                                        |                                                                          |                                                                          |                                                                          |                                                                          | 1                                                                        |
| «Энсон»                                                                  | март 1945                                                                |                                                                          | 0                                                                        | 1                                                                        | 1                                                                        |                                                                          |                                                                          | —                                                                        | 1                                                                        | —                                                                        | 2                                                                        | —                                                                        | 4                                                                        | —                                                                        | 7                                                                        | 1                                                                        |                                                                          | 1                                                                        | 1                                                                        |
| «Хау»                                                                    | при постройке, август 1942                                               |                                                                          | 1                                                                        |                                                                          |                                                                          |                                                                          |                                                                          | 1                                                                        |                                                                          | 1                                                                        |                                                                          | 4                                                                        |                                                                          | 6                                                                        |                                                                          |                                                                          |                                                                          |                                                                          | 1                                                                        |
| «Хау»                                                                    | май 1944                                                                 |                                                                          | —                                                                        | 1                                                                        | 1                                                                        |                                                                          |                                                                          | —                                                                        | 1                                                                        | —                                                                        | 1                                                                        | 5                                                                        | —                                                                        | —                                                                        | 7                                                                        | —                                                                        |                                                                          | 1                                                                        | 1                                                                        |

## Модернизации
Начиная с 1942 года Адмиралтейство провело модернизацию линкоров типа «Кинг Джордж V» на основе опыта, полученного при гибели «Принс оф Уэлс». В число предпринятых мероприятий входили:
- Установка размагничивающего устройства;
- Установка гидролокатора;
- Установка системы дистанционного управления зенитными автоматами;
- Оборудование дополнительных наблюдательных постов:
- Установка брони для защиты помещений операторов РЛС, приводов рулевого устройства и силовых кабелей башен универсальной артиллерии:
- Установка дополнительных водонепроницаемых переборок и устройство водонепроницаемых шахт;
- Удлинение сети водоотливных насосов и установка переносных помп;
- Дублирование противопожарной сети;
- Установка аварийной осветительной сети;
- Размещение энергетических агрегатов на ударопрочных фундаментах;
- Дублирование силовых приводов универсальной артиллерии.

Кроме того, были проведены следующие основные модификации:

### «Кинг Джордж V»
Начало 1941 года
Вместо платформы КДП «пом-помов» между двумя носовыми КДП зенитной артиллерии установлен радар Тип 271.
Декабрь 1941 года
Демонтированы установки UP, добавлены 1×4 и 1×8 установки «пом-помов». Вместо КДП установок UP установлены КДП «пом-помов». Вместо радара Тип 271 установлен радар Тип 273. На КДП «пом-помов» установлены пять РЛС Тип 282. Установлены 18 одиночных «эрликонов».
Май — июнь 1942 года
Ремонт в Ливерпуле. Устранение аварийных повреждений. Снят внешний и установлен внутренний кабель размагничивающего устройства. На КДП 133-мм орудий установлены четыре РЛС Тип 285. Добавлена радиостанция FM2 MF D/F.
Май 1943 года
Установлены 20 одноствольных 20-мм «эрликонов». Сняты два 32-футовых катера. Верхний мостик продолжен назад, адмиральский — вперёд.
Февраль — июль 1944 года
Ремонт в Ливерпуле. Сняты 1×4 «пом-пом», 12 одноствольных «эрликонов», РЛС Тип 273 и станция HF/DF. Установлены 3×8 «пом-пома», 6×2 «эрликонов», 2×4 40-мм «бофорса». Радар Тип 279 заменён на Тип 279В, на носовом КДП ГК Тип 284 на Тип 274. Добавлены РЛС Тип 277, Тип 293, две Тип 282, РЛС Тип 285 на кормовом КДП ГК, станция RH2 VHF/DF. Катапульта и самолёты сняты, изменено размещение шлюпок, улучшены условия обитаемости.
1945 год
Сняты два одиночных «эрликона», установлены два одиночных «Бофорса».

### «Принс оф Уэлс»
Май 1941 года
Установлены 4 РЛС Тип 282 и 4 Тип 285.
Июнь — июль 1941 года
Ремонт в Росайте. Демонтированы установки UP, добавлены 1×4 и 1×8 установки «пом-помов». Вместо КДП установок UP установлены КДП «пом-помов». Установлен радар Тип 271.

### «Дюк оф Йорк»
Апрель 1942 года
Установлены 8×1 «эрликонов».
Декабрь 1942 — март 1943 года
Ремонт в Росайте. Дополнительно установлены 14 одиночных «эрликонов». Мостики модифицированы как на «Кинг Джордж V». Убраны катера вокруг башни «В».
Начало 1944 года.
Вместо двух одноствольных установлены две двухствольные установки «эрликонов».
Сентябрь 1944 — апрель 1945 года
Ремонт в Ливерпуле. Установлены 2×8 и 6×4 АУ «пом-помов», 2×4 «бофорса», 6×2 15×1 «эрликонов». Снята РЛС Тип 273. РЛС Тип 281 заменена на Тип 281В, а радар Тип 284 на два Тип 274. Добавлены две РЛС Тип 277, одна Тип 282, Тип 293 и станция RH2 VHF/DF. Катапульта и самолёты сняты, изменено размещение шлюпок, улучшены условия обитаемости.

### «Энсон»
Начало 1943 года
Установлены 22 одиночных «эрликона». Сняты катера вокруг башни «В».
Июль 1944 — март 1945 года
Ремонт в Девенпорте. Установлены 2×8 и 4×4 «пом-пома», 2×4 «бофорса», 8×2 и 13 одиночных «эрликонов». Снята РЛС Тип 273. РЛС Тип 281 заменена на Тип 281В, Тип 285 на Тип 275, а радар Тип 284 на два Тип 274. Вместо РЛС Тип 282 установлена Тип 262, и установлены ещё две РЛС Тип 262. Дополнительно установлены РЛС Тип 277 и Тип 293, станция RH2 VHF/DF, станция постановки помех Тип 651. Зенитные КДП HZ/LA Mk V заменены на HA/LA Mk VI. Катапульта и самолёты сняты, изменено размещение шлюпок, улучшены условия обитаемости.
Середина 1945 года
2×2 «эрликона» заменены на 2×4 «пом-пома».
1946 год
Сняты 4×4 и 2×8 «пом-пома».

### «Хау»
Начало 1943 года
Установлены 22 одиночных «эрликона».
Декабрь 1943 — май 1944 года
Ремонт в Девенпорте. Сняты шесть одиночных «эрликонов». Добавлены 2×8 «пом-пома», 2×4 40-мм «бофорса» и 4×2 20-мм. РЛС Тип 281 заменена на Тип 281В, а радар Тип 284 на два Тип 274. Вместо РЛС Тип 282 установлена Тип 262 и установлены ещё две РЛС Тип 262. Дополнительно установлены одна РЛС Тип 285, Тип 277 и Тип 293, станция RH2 VHF/DF. Катапульта и самолёты сняты, изменено размещение шлюпок, улучшены условия обитаемости.
Июнь — сентябрь 1945 года
Дурбан. Сняты все 34 одноствольных «эрликона», Добавлены 6×4 «пом-помов» и 18×1 «бофорсов».
Конец 1945 года
Портсмут. 6×1 40-мм «бофорсов» сняты.
Май 1948 — июнь 1949 года
Девенпорт. Сняты 2×4 «бофорса».

## Окраска
Сведения о камуфляжной окраске относятся к числу запутанных вопросов. Дело в том, что краски, применявшиеся для камуфлирования, получались смешиванием нескольких компонентов, а информация об их точных пропорциях в смеси не найдена. В первые шесть месяцев войны Королевский флот практически не использовал камуфляж, и корабли были окрашены в различные оттенки серого. Затем, однако, Адмиралтейством была признана необходимость камуфляжа. Использовались два основных его типа. Первый, так называемый деформирующий камуфляж, разработанный ещё в годы Первой мировой войны, использовал обычно пятна двух-трёх цветов. Задачей деформирующего камуфляжа было визуальное искажение очертаний корабля, дабы затруднить оценку расстояния до него, его скорости и курса, определяемых человеческим глазом. Также Адмиралтейством были разработаны несколько схем маскирующего камуфляжа, который должен был скрывать корабль на фоне окружающей обстановки. Цвета и схема камуфляжа подбирались исходя из района, в котором корабль должен был действовать.
| Цвета, использовавшиеся при окраске линкоров типа «King George V» | Цвета, использовавшиеся при окраске линкоров типа «King George V» | Цвета, использовавшиеся при окраске линкоров типа «King George V» | Цвета, использовавшиеся при окраске линкоров типа «King George V» |
| Код цвета                                                         | Название (англ.)                                                  | Название (руск.)                                                  | Палитра                                                           |
| ----------------------------------------------------------------- | ----------------------------------------------------------------- | ----------------------------------------------------------------- | ----------------------------------------------------------------- |
| 507A/G10                                                          | dark grey/battleship grey                                         | тёмно-серый                                                       |                                                                   |
| 507B/MS3                                                          | medium grey/ medium grey green                                    | серый/серо-зелёный                                                |                                                                   |
| 507C/G45                                                          | light grey                                                        | светло-серый                                                      |                                                                   |
| B5                                                                | blue grey                                                         | серо-голубой                                                      |                                                                   |
| B6                                                                | mid-grey                                                          | светло-серый                                                      |                                                                   |
| MS4                                                               | brown olive                                                       | коричневый оливковый                                              |                                                                   |
| PB10                                                              | dark ultramarine blue                                             | тёмный ультрамарин                                                |                                                                   |
| MS2                                                               | mid olive                                                         | оливковый                                                         |                                                                   |
| B20                                                               | medium blue                                                       | голубой                                                           |                                                                   |

«Кинг Джордж V»
Во время испытаний был покрашен в «промежуточный» камуфляж — простой геометрический узор с использованием цветов 507A и 507B. Окраска правого и левого бортов была идентична. Схема была подобна применявшейся на линкорах «Уорспайт» и «Вэлиант» в 1942 году. С декабря 1940 по февраль 1941 года был окрашен в «модифицированный искажающий» камуфляж с использованием цветов 507A, 507B и 507C. Окраска правого и левого бортов была различной. Покраска производилась наспех, и вскоре краска начала слезать. С февраля по июнь 1942 года линкор практически полностью закрасили в серый. С июля 1942 по февраль 1944 года корабль покрасили в «промежуточный искажающий» камуфляж с использованием цветов 507А, B5, B6 и 507C. С июля 1944 по конец 1945 года «Кинг Джордж» был покрашен в «Адмиралтейский стандартный тип В». Прямоугольник цвета B20 был нанесён в районе жизненно важных частей (ЖВЧ) корабля, то есть ЭУ и погребов. Остальные части были покрашены в G45. В начале 1946 года был полностью перекрашен в светло-серый.
«Принс оф Уэлс»
При постройке был выкрашен в серый цвет 507A. После боя с «Бисмарком» окрашен в 507B. С августа 1941 года до момента своей гибели носил камуфляж типа «Адмиралтейский первый искажающий». Цвета 507C, MS4, PB10, B20, MS3 и MS2. Камуфляж был признан неэффективным, так как недостаточно «разбивал» контур корабля.
«Дюк оф Йорк»
С сентября по ноябрь 1941 года был покрашен в «Экспериментальный Адмиралтейский искажающий» тип камуфляжа. Цвета 507C, MS3, 507А. Правый и левый борта имели идентичную раскраску. С ноября 1941 по март 1943 года был окрашен целиком в серый. С марта 1943 по сентябрь 1944 года корпус был окрашен в G10, а надстройки в G45. В марте 1945 года был окрашен в «Адмиралтейский стандартный тип В» с использованием цветов как у «Кинг Джордж V». В начале 1946 года «Дюк оф Йорк» был полностью перекрашен в светло серый.
«Энсон»
С 1942 по июнь 1944 года был окрашен по схеме «Адмиралтейский промежуточный искажающий». Цвета 507A, B5, B6 and 507C. С марта 1945 по начало 1946 года окрашивался по схеме «Адмиралтейский стандартный тип В» с прямоугольником цвета B20 в районе машинно-котельных отделений и погребов, а остальная часть корпуса окрашивалась в G45. С начала 1946 года корпус был выкрашен в G10, а надстройка в G45. С конца 1946 года линкор полностью перекрасили в светло-серый.
«Хау»
С 1942 по декабрь 1944 года был окрашен в «Адмиралтейский промежуточный искажающий» камуфляж. Цвета 507A, B5, B6 и 507C. Во время докования в 1943 году расположение пятен на правом и лёгком бортах было слегка модифицировано. С декабря 1945 года покрашен в «Адмиралтейский стандартный тип В» со стандартным использованием B20 и G45. С декабря 1945 по конец 1946 года корпус был выкрашен в G10, а надстройка в G45. В конце 1946 года полностью окрашен в светло-серый.

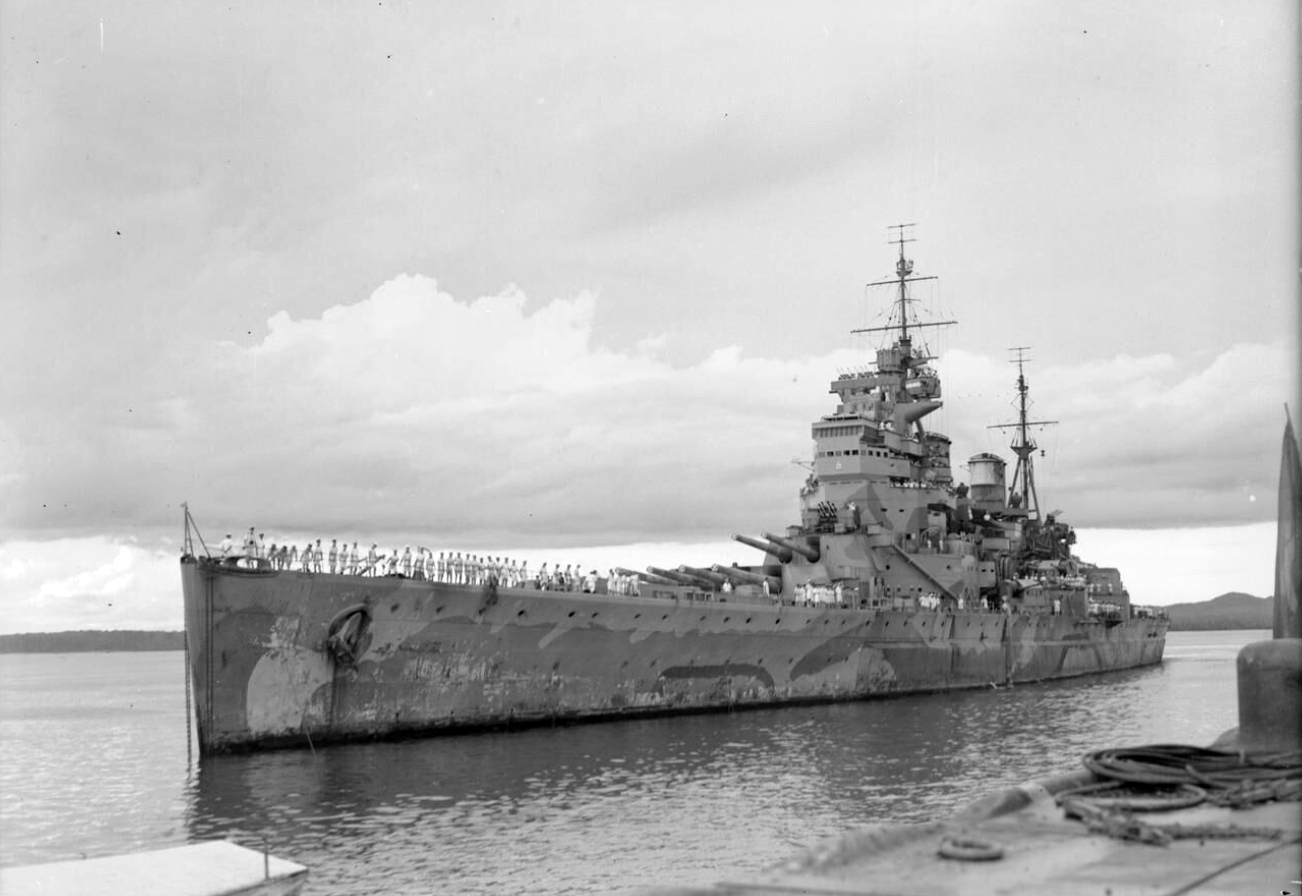
«Принс оф Уэлс» в Сингапуре 4 декабря 1941 года. Видна облезшая краска камуфляжа «Адмиралтейский первый искажающий».
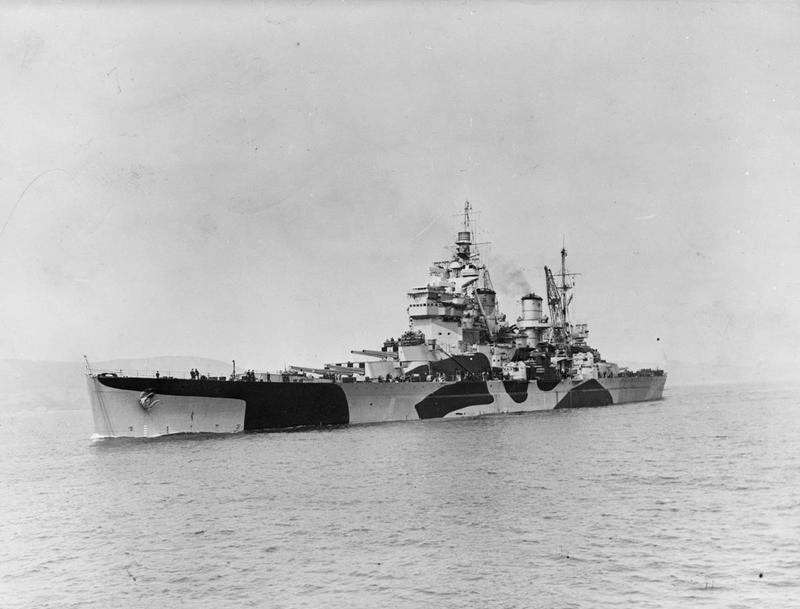
«Хау» на момент ввода в строй. Тип окраски «Адмиралтейский промежуточный искажающий». Вид на левый борт.
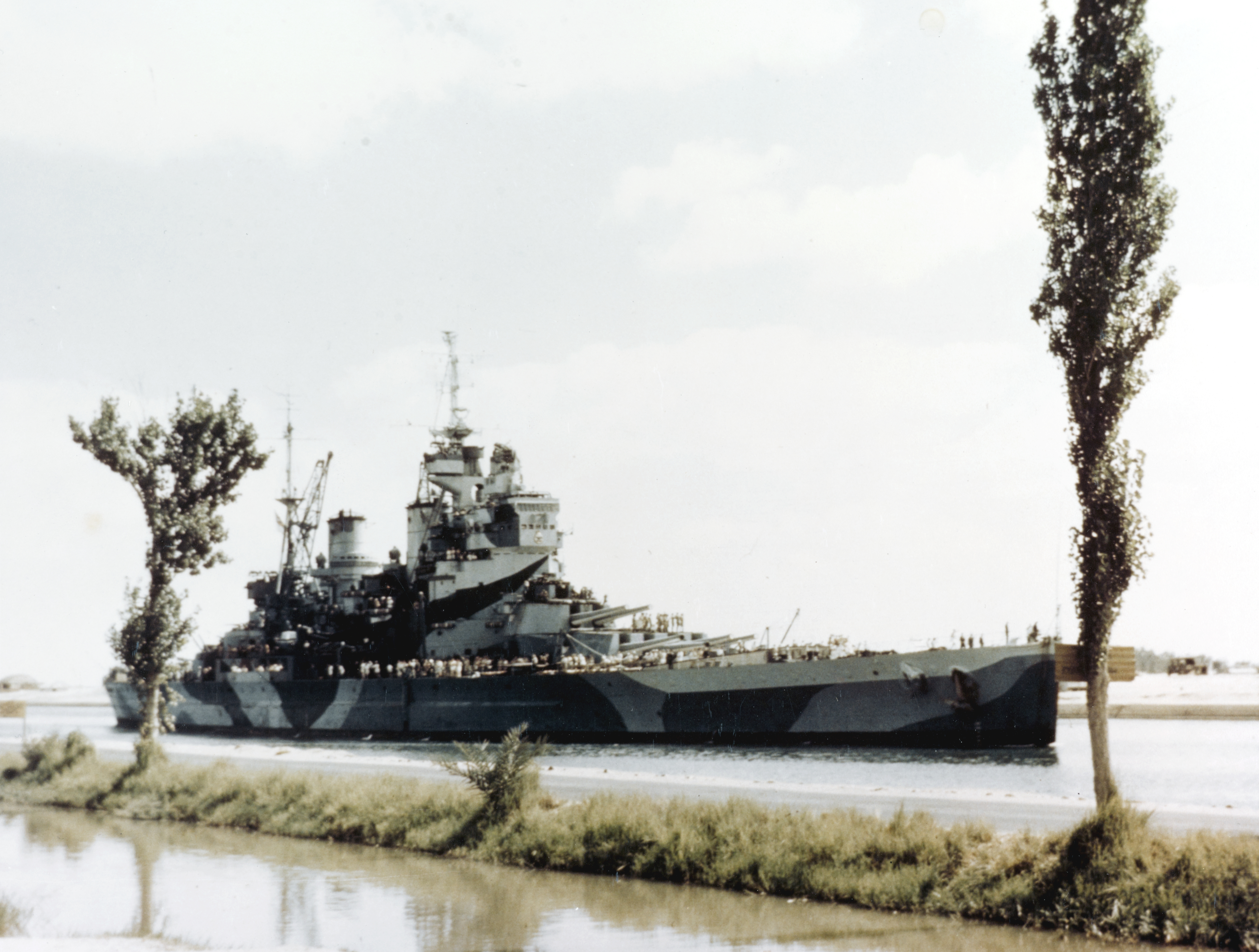
«Хау» проходит Суэцкий канал в 1944 году. Тип окраски «Адмиралтейский промежуточный искажающий». Вид на правый борт.
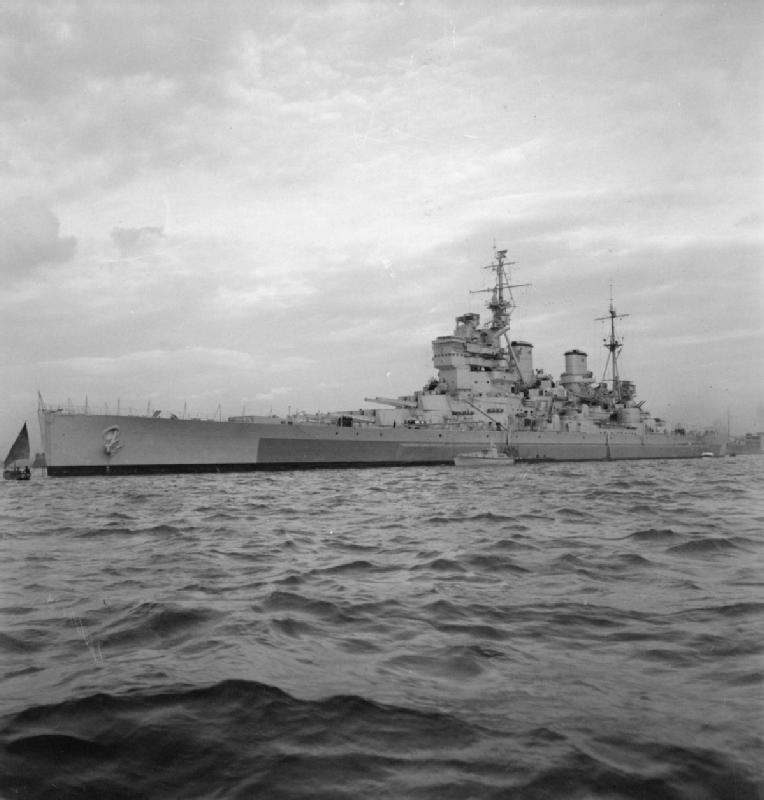
«Кинг Джордж V» на якоре в Александрии на пути на Дальний Восток. Конец 1944 года. Камуфляж «Адмиралтейский стандартный тип В». Можно рассмотреть положение прямоугольника цвета B20 в районе ЖВЧ.

## Служба
Между закладкой линкоров программы 1936 и 1937 года прошло менее полугода. 1 января 1937 года на верфях «Виккерс-Армстронг» и «Кэммел Лэрд» были заложены линкоры «Кинг Джордж V» и «Принс оф Уэлс». 5 мая 1937 года на верфи «Джон Браун и К°» в Клайдбанке был заложен «Энсон», который впоследствии переименовали в «Дюк оф Йорк». Последняя пара линкоров была заложена 1 июня и 20 июля 1937 года на верфях «Фэрфилд» в Глазго и «Суон Хантер» в Уолсэнде. Первоначально они получили имена «Джеллико» и «Битти», в честь адмиралов Джона Рашуорта Джеллико и Дэвида Битти. Однако последние умерли совсем недавно — в 1935 и 1936 году, и название кораблей в их честь сочли нарушением традиций. Новые линкоры получили имена «Энсон» и «Хау» в честь «более древних» адмиралов Джорджа Энсона и Ричарда Хау.
Запланированный темп постройки выдержать удалось только для головного корабля. Сказывались задержки в строительстве и начавшаяся Вторая мировая война. С учётом исправления «детских болезней» реальная боеготовность наступала только через 4—6 месяцев после вступления в строй. В итоге Королевский флот получил первые новые линкоры только на втором году войны. Последняя пара вступила в строй уже тогда, когда острая необходимость в них отпала. Впрочем, такая ситуация была характерна для всех флотов ведущих морских держав — им приходилось достраивать свои линкоры уже в ходе начавшихся боевых действий.
Представители
| Корабль         | Имя на английском | Верфь                                 | Заказ                                | Закладка      | Спуск на воду   | Завершено строительство | Судьба                                                           |
| --------------- | ----------------- | ------------------------------------- | ------------------------------------ | ------------- | --------------- | ----------------------- | ---------------------------------------------------------------- |
| «Кинг Джордж V» | King George V     | Vickers-Armstrongs, Ньюкасл-апон-Тайн | 29 июля 1936 (программа 1936 года)   | 1 января 1937 | 21 февраля 1939 | 11 декабря 1940         | Продан на слом в 1958 и разделан на металл в Далмур.             |
| «Принс оф Уэлс» | Prince of Wales   | Cammell Laird, Беркенхед              | 29 июля 1936 (программа 1936 года)   | 1 января 1937 | 3 мая 1939      | 31 марта 1941           | Потоплен японской авиацией в бою у Куантана 10 декабря 1941 года |
| «Дюк оф Йорк»   | Duke of York      | John Brown, Клайдбанк                 | 28 апреля 1937 (программа 1937 года) | 5 мая 1937    | 28 февраля 1940 | 4 ноября 1941           | Продан на слом в 1958 и разделан на металл в Фаслейн             |
| «Энсон»         | Anson             | Swan Hunter, Уолсэнд                  | 28 апреля 1937 (программа 1937 года) | 20 июля 1937  | 24 февраля 1940 | 22 июня 1942            | Продан на слом в 1958 и разделан на металл в Фаслейн             |
| «Хау»           | Howe              | «Fairfield», Гован                    | 28 апреля 1937 (программа 1937 года) | 1 июня 1937   | 9 апреля 1940   | 29 августа 1942         | Продан на слом в 1958 и разделан на металл в Инверкитинг         |

### «Кинг Джордж V»

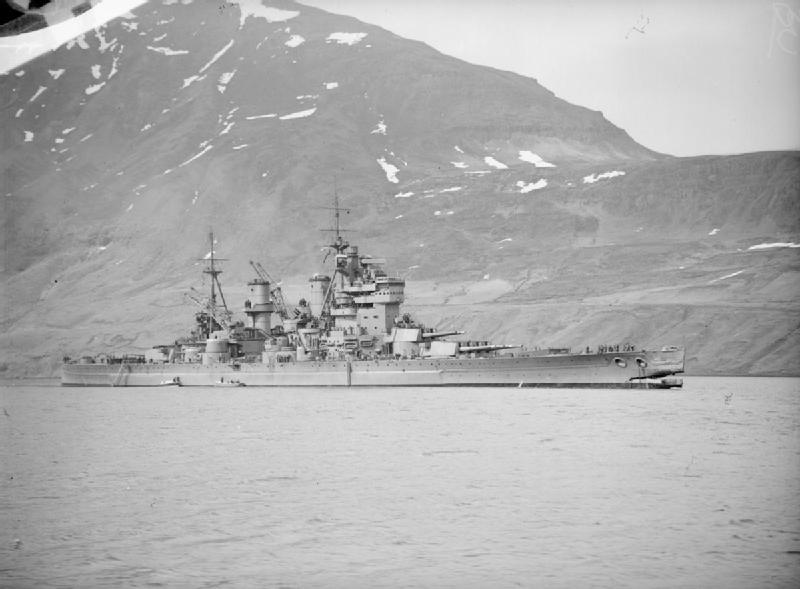
«Кинг Джордж V» с повреждённой носовой частью после столкновения с эсминцем «Пенджаби» (май 1942 года)

Действия британских линкоров против «Бисмарка» 24—27 мая 1941 года

Головной корабль серии был заложен 1 января 1937 года на верфи компании Vickers-Armstrongs в городе Ньюкасл-апон-Тайн. Спущен на воду 21 февраля 1939 года, официально вступил в строй 11 декабря 1940 года. В январе 1941 года, ещё до достижения полной боевой готовности, линкор совершил переход через Атлантику, доставив в США нового британского посла Эдуарда Вуда. На обратном пути «Кинг Джордж V» прикрывал конвой. В марте 1941 года участвовал в рейде на Лофотенские острова.
В мае 1941 года «Кинг Джордж V» участвовал в операции против германского линкора «Бисмарк». 27 мая 1941 года совместно с линкором «Родни» вступил в бой с «Бисмарком» и выпустил по противнику 339 снарядов главного и 660 универсального калибра. В дальнейшем действовал в Северной Атлантике, прикрывая операции британского флота, а также арктические конвои. 1 мая 1942 года, в ходе одной из таких операций, в условиях плохой видимости протаранил британский эсминец «Пенджаби», буквально перерезав его пополам. Эсминец затонул, а взрыв находившихся на нём глубинных бомб нанёс «Кинг Джорджу» серьёзные повреждения в носовой оконечности.
После ремонта «Кинг Джордж V» вновь стал флагманским кораблём Флота метрополии и прикрывал арктические конвои. Летом 1943 года корабль перешёл на Средиземное море и был включён в состав Соединения H. 10—11 июля 1943 года «Кинг Джордж V» провёл отвлекающую артподготовку у побережья Сицилии в ходе подготовки к высадке союзников на этот остров.
В первой половине 1944 года прошёл ремонт и был отправлен на Тихий океан, где вошёл в состав оперативной группы британского флота, действовавшей совместно с американскими ВМС. В июле 1945 года обстреливал главным калибром пригороды Токио. 2 сентября 1945 года участвовал в церемонии капитуляции Японии.
В Англию вернулся в марте 1946 года после ремонта в Австралии. Далее был флагманом флота, но уже в 1947 году был поставлен на новый ремонт. В 1948—1949 годах входил в состав учебной эскадры, в сентябре 1949 года выведен в резерв. 30 апреля 1957 года был исключён из списков флота и в начале 1958 года продан на слом.

### «Принс оф Уэлс»

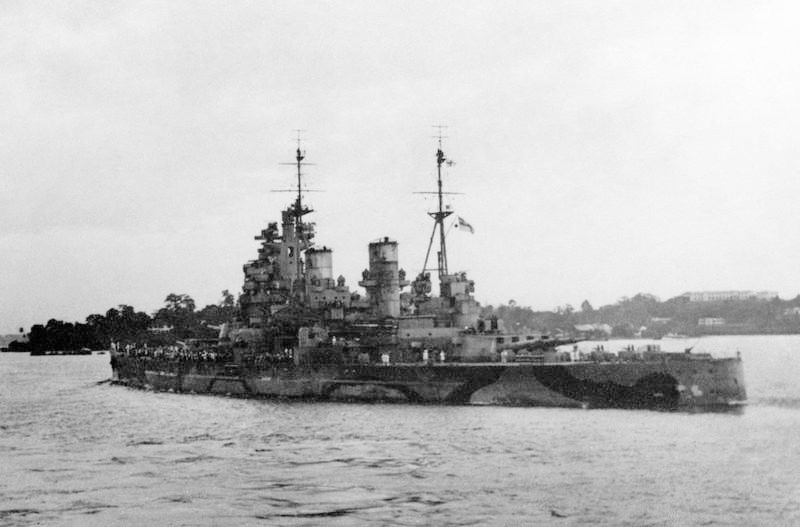
«Принс оф Уэлс» выходит из Сингапура 8 декабря 1941 года

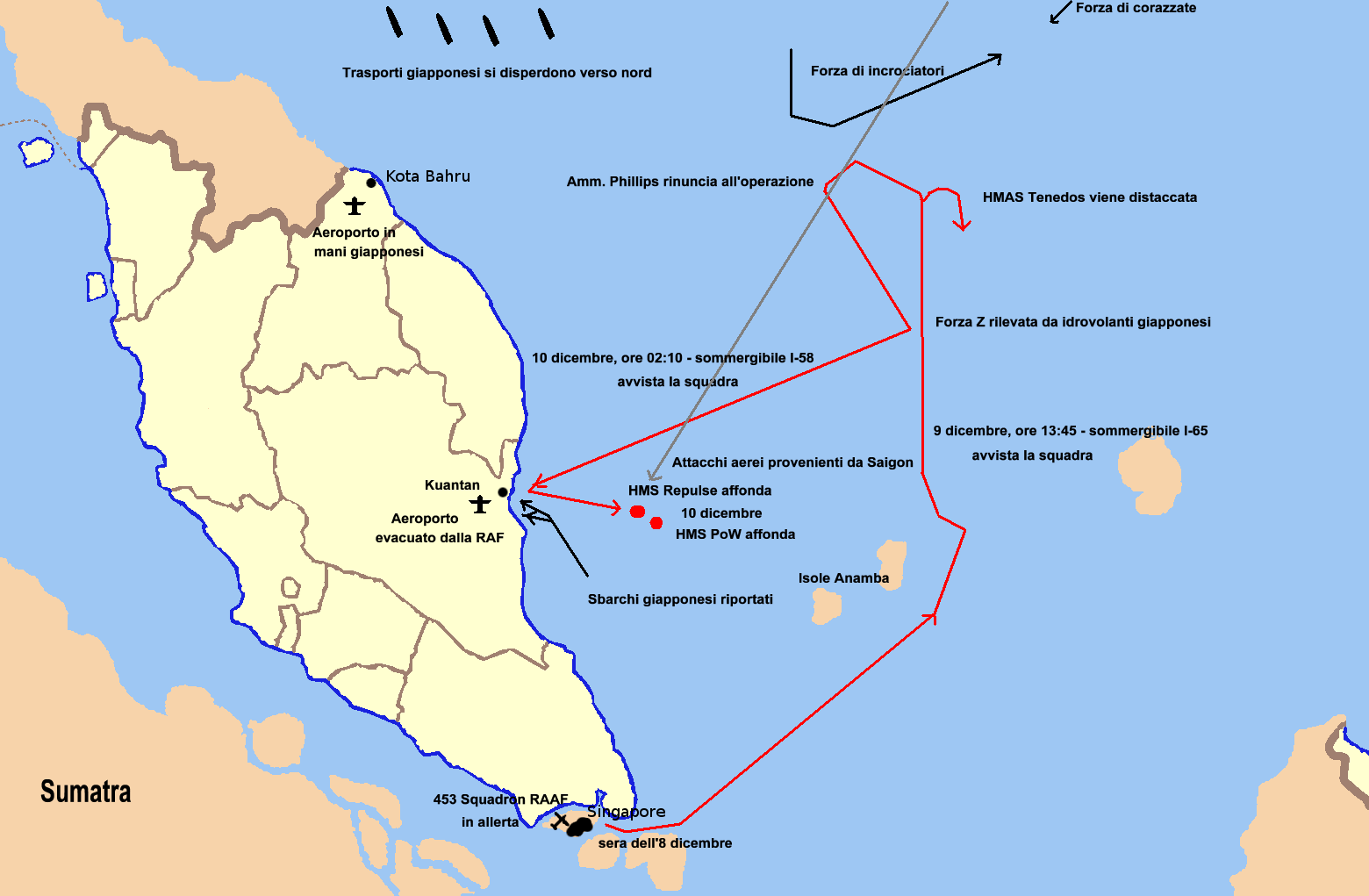
Действия Соединения Z у берегов Малайи 8—10 декабря 1941 года

Заложен 1 января 1937 года на верфи компании Cammell Laird в Биркенхеде. Спущен на воду 3 мая 1939 года, вступил в строй 31 марта 1941 года. Уже 22 мая 1941 года «Принс оф Уэлс» вышел в море на перехват германского линкора «Бисмарк». В состав соединения также входил линейный крейсер «Худ». Утром 24 мая, следуя за «Худом», линкор вступил в бой с немецким соединением, состоявшим из линкора «Бисмарк» и тяжёлого крейсера «Принц Ойген». После быстрой гибели «Худа» «Принс оф Уэлс» вёл бой один. В линкор попали 7 вражеских снарядов — 3 калибра 380 мм и 4 — калибра 203 мм. Серьёзных повреждений британский линкор не получил, хотя один из снарядов «Бисмарка» пробил насквозь мостик и вылетел из него, не разорвавшись, однако успел вывести из строя почти всех находившихся там людей. Из-за технических неисправностей вышли из строя сначала одно орудие носовой башни, затем вся носовая башня, сильно заливаемая водой, а затем и кормовая башня ГК. В результате линкор остался лишь с одной двухорудийной действующей башней ГК, и его командир предпочёл выйти из боя. В свою очередь, «Принс оф Уэлс» добился трёх попаданий 356-мм снарядами в «Бисмарк». Серьёзных повреждений они также не причинили, однако один из снарядов пробил носовую топливную цистерну, и это вынудило немцев прервать рейдерскую операцию и отступать в Брест.

«Принс оф Уэлс» был слишком новым кораблём, за что и пострадал. Однако уже в своём первом коротком бою он нанёс своему противнику ощутимые повреждения. Измотанные артиллеристы, сражавшиеся больше со своими орудиями, чем с немцами, не подозревали, что решили исход не этого сражения, а всей битвы.
— 
После ремонта в мае — июле 1941 года линкор вернулся в строй и в августе 1941 года доставил британского премьер-министра У. Черчилля на Ньюфаундленд для встречи с президентом США Ф. Рузвельтом. Осенью 1941 года «Принс оф Уэлс» ненадолго был включён в состав Соединения H, после чего вернулся в состав Флота метрополии. В дальнейшем «Принс оф Уэлс» был включён в состав Восточного флота и 25 октября отправился на Дальний Восток. 28 ноября линкор соединился в Коломбо с линейным крейсером «Рипалс». 2 декабря 1941 года оба корабля прибыли в Сингапур. Вместе с приданными эсминцами они стали именоваться Соединением Z.
После обнаружения авиаразведкой японского войскового конвоя адмирал Т. Филлипс принял решение перехватить японцев и 8 декабря 1941 года вывел свои корабли в море. Утром 10 декабря 1941 года британские корабли были атакованы японскими бомбардировщиками-торпедоносцами G3M и G4M (всего 73 машины), проведшими 6 последовательных атак на «Принс оф Уэлс» и «Рипалс». Уже в ходе второй атаки «Принс оф Уэлс» получил, по мнению британцев, 2 торпедных попадания в левый борт, хотя обследование затонувшего корабля в 2007 году показало наличие только одной пробоины по левому борту. Последствия этого попадания были катастрофическими. Взрывом торпеды был разрушен кронштейн левого вала, в результате чего вращавшийся вал потерял центровку и буквально разворотил шахту вала. Вода стала быстро поступать внутрь. Почти все помещения вдоль борта оказались затоплены, корабль лишился большей части электроэнергии. В строю остались только три генератора из восьми и кормовая часть полностью лишилась электроэнергии. Из строя вышли большая часть 133-мм орудий, при этом полностью кормовая группа. Также корабль лишился рулевого управления. В результате четвёртой атаки линкор получил, по свидетельствам очевидцев, четыре попадания торпедами в правый борт (обследование в 2007 году показало наличие только трёх пробоин). Ход снизился до 5—7 узлов. В ходе шестой атаки японцы добились одного попадания 250-кг бомбой. Через полтора часа после начала атаки «Принс оф Уэлс» опрокинулся и затонул. Вместе с кораблём погибли 513 британских моряков, включая адмирала Филлипса.

С британской точки зрения, потопление «Принс оф Уэлс» и «Рипалса» имело немедленные и тяжёлые последствия. Моральное состояние защитников Малайи и Сингапура было подорвано. Судьба всех наших владений в Юго-Восточной Азии была предрешена. Редко когда ещё поражение на море имело такие далеко идущие последствия.
— Роскилл. С.У. Флаг Святого Георгия. Английский флот во Второй мировой войне.

### «Дюк оф Йорк»

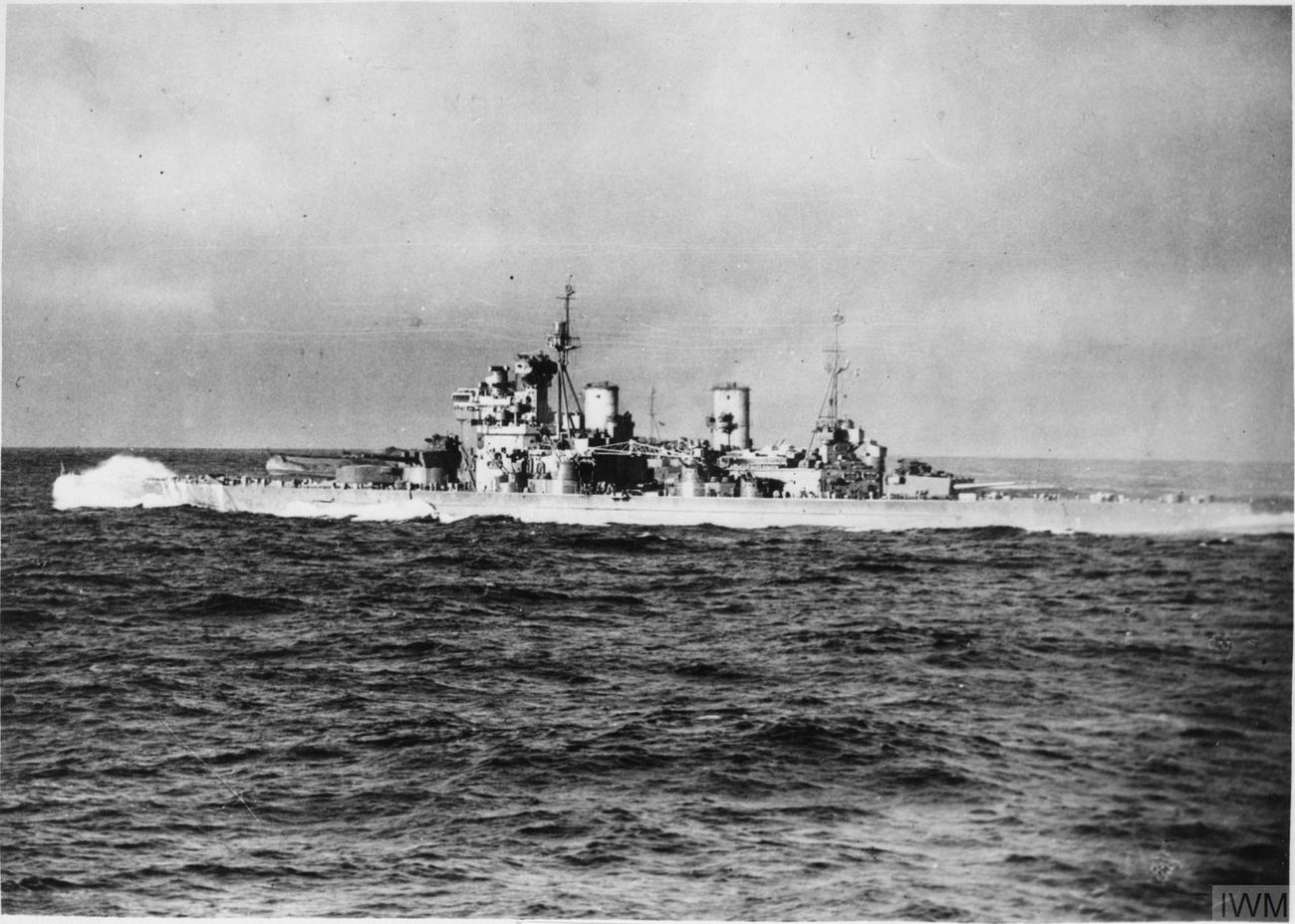
«Дюк оф Йорк» эскортирует арктический конвой

Был заложен 5 мая 1937 года на верфи компании John Brown & Company в Клайдбанке. Спущен на воду 28 февраля 1940 года, вступил в строй 4 ноября 1941 года. Заменил в составе Флота метрополии ушедший на Дальний Восток «Принс оф Уэлс».
В середине декабря 1941 года ещё не вполне боеготовый линкор совершил плавание через Атлантику, доставив в США У. Черчилля. В феврале 1942 года У. Черчилль выдвинул идею обменять «Дюк оф Йорк» на 8 тяжёлых крейсеров американского флота. Идея была отвергнута Первым лордом Адмиралтейства на том основании, что для этих крейсеров у Королевского флота не найдётся подготовленных экипажей. Следующие 9 месяцев линкор действовал в составе дальнего прикрытия арктических конвоев. В октябре — ноябре 1942 года был флагманом соединения H. С декабря 1942 года по март 1943 года находился в ремонте. С 8 мая 1943 года стал флагманским кораблём Флота метрополии. В июле 1943 года совершил поход в норвежские воды в ходе отвлекающей операции. В октябре 1943 года прикрывал американский авианосец «Рейнджер» в ходе операции против судоходства в норвежских водах. Далее снова прикрывал арктические конвои. 26 декабря 1943 года, при прикрытии конвоя JW-55B, вступил в бой с немецким линейным крейсером «Шарнхорст», который пытался этот конвой перехватить.
Фактически бой вылился в трёхчасовое преследование англичанами немецкого рейдера. Удачным попаданием «Дюк оф Йорку» удалось повредить машинную установку противника, и «Шарнхорст» временно снизил ход. Это позволило «Дюк оф Йорку» нагнать противника. Из 52 залпов 31 дал накрытие цели, было зафиксировано не менее 13 прямых попаданий главным калибром. Но противник начал отрываться и Фрезер отправил в атаку эсминцы. Одна из выпущенных торпед попала в котельное отделение и «Шарнхорст» сбросил ход до 10 узлов. После этого бой превратился в добивание германского линкора. Огнём британского линкора и крейсеров «Шарнхорст» был полностью выведен из строя и потерял ход, затем немецкий корабль добили торпедами с крейсеров. В ходе сражения «Дюк оф Йорк» израсходовал 446 356-мм и 686 133-мм снарядов.
В июле — августе 1944 года «Дюк оф Йорк» прикрывал авианосцы, дважды атаковавшие немецкий линкор «Тирпиц». С сентября 1944 года по март 1945 года проходил очередной ремонт, совмещённый с подготовкой к переводу на Дальний Восток. На новый театр военных действий линкор прибыл лишь в июле и в боевых действиях практически не отметился, однако принял участие в церемонии подписания капитуляции Японии 2 сентября 1945 года.
Вернулся в Великобританию в июле 1946 года и прошёл новый ремонт. С декабря 1946 года по апрель 1949 года являлся флагманом Флота метрополии. Затем был выведен в резерв. В ноябре 1951 года линкор поставили на прикол, а 30 апреля 1957 года его официально исключили из состава флота. 18 февраля 1958 года «Дюк оф Йорк» продали на слом.

### «Энсон»

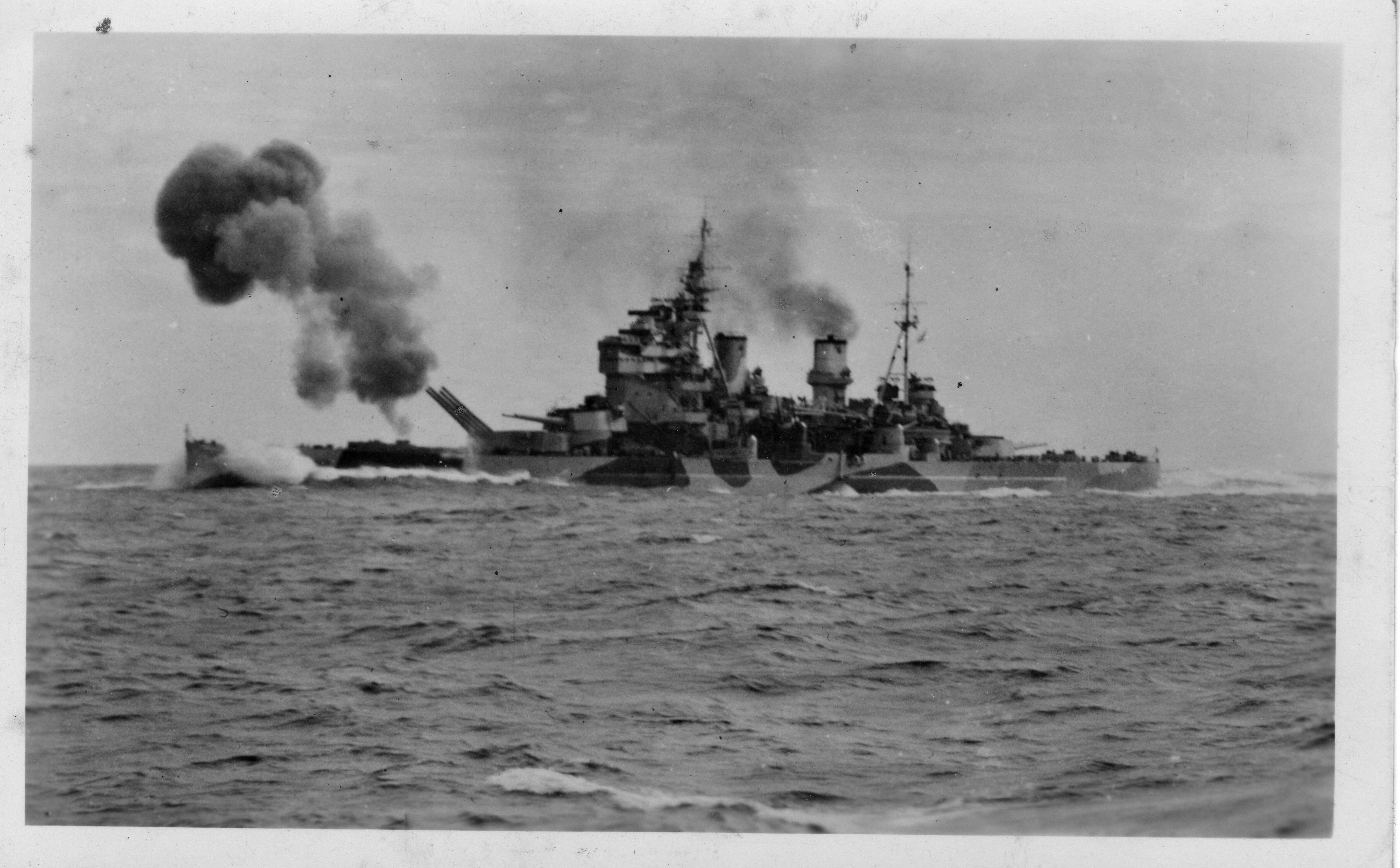
«Энсон» ведёт огонь главным калибром

Был заложен 20 июля 1937 года на верфи Swan Hunter в Уолсенде. Спущен на воду 24 февраля 1940 года, вступил в строй 22 июня 1942 года. В 1942—1944 годах входил в состав Флота метрополии, прикрывал арктические конвои, а также авианосные операции в норвежских водах. С июня 1944 года по март 1945 года проходил ремонт. В конце апреля 1945 года вместе с «Дюк оф Йорк» отправился на Дальний Восток. Его единственной операцией на этом ТВД стало прикрытие высадки в Гонконге в августе 1945 года, причём линкор огня не открывал.
В июле 1946 года «Энсон» вернулся в Великобританию, прошёл очередной ремонт и в октябре 1946 года вошёл в состав учебной эскадры. В августе 1950 года был выведен в резерв. 30 марта 1957 года его исключили из состава флота и продали на слом.

### «Хау»

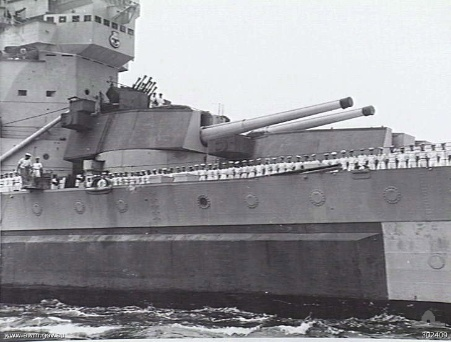
Линкор «Хау» в Сиднее. 1944 год

Был заложен 1 июня 1937 года на верфи Fairfield в Глазго. Спущен на воду 9 апреля 1940 года, вошёл в строй 29 августа 1942 года. В январе — феврале 1943 года прикрывал арктические конвои, в марте — апреле 1943 года — трансатлантические. В мае 1943 года вошёл в состав Соединения H и участвовал в высадке союзнических войск на Сицилию.
В октябре 1943 года вернулся в состав Флота метрополии. В январе — апреле 1944 года прошёл ремонт и 1 июля 1944 года отправился на Дальний Восток. С августа 1944 года действовал в Индийском и Тихом океанах, главным образом прикрывая рейды авианосцев. В мае 1945 года участвовал в поддержке войск, высаживавшихся на остров Окинава. С июля и до конца войны ремонтировался в Дурбане.
С сентября 1945 года стал флагманом Тихоокеанского флота. В Великобританию вернулся в январе 1946 года и вошёл в состав Флота метрополии. С августа 1946 года по май 1948 года входил в состав Учебной эскадры. В августе 1949 года, после очередного ремонта, был выведен в резерв. Исключён из состава флота в апреле 1957 года, а 2 июня 1958 года был продан на слом.

## Оценка проекта
Линкоры типа «Кинг Джордж V» создавались в условиях начавшегося упадка Британской империи, когда она уже не могла позволить себе роскошь «двухдержавного» стандарта. В этой ситуации была сделана ставка на не слишком мощный, но достаточно многочисленный тип кораблей. Линкоры типа «Кинг Джордж V» стали самой крупной серией линейных кораблей 1930—1940-х годов.
| Государство                              | Великобритания        | Нацистская Германия              | Италия                           | Франция                          | Соединённые Штаты Америки | Соединённые Штаты Америки | Соединённые Штаты Америки  | Япония                           |
| Водоизмещение, стандартное/полное, т     | 36 727/42 076         | 41 700/50 900                    | 40 724/45 236                    | 37 832/44 708                    | 37 486/44 379             | 37 970/44 519             | 48 425/57 540              | 63 200/72 810                    |
| Артиллерия главного калибра              | 2×4 и 1×2 — 356-мм/45 | 4×2 — 380-мм/47                  | 3×3 — 381-мм/50                  | 2×4 — 380-мм/45                  | 3×3 — 406-мм/45           | 3×3 — 406-мм/45           | 3×3 — 406-мм/50            | 3×3 — 460-мм/45                  |
| Артиллерия вспомогательного калибра      | 8×2 — 133-мм/50       | 6×2 — 150-мм/55, 8×2 — 105-мм/65 | 4×3 — 152-мм/55, 12×1 — 90-мм/50 | 3×3 — 152-мм/55, 6×2 — 100-мм/45 | 10×2 — 127-мм/38          | 8×2 — 127-мм/38           | 10×2 — 127-мм/38           | 4×3 — 155-мм/60, 6×2 — 127-мм/40 |
| Лёгкая зенитная артиллерия               | 4×8 — 40-мм/40        | 8×2 — 37-мм, 12×1 — 20-мм        | 8×2 и 4×1 — 37-мм, 8×2 — 20-мм   | 4×2 — 37-мм                      | 4×4 — 28-мм               | 7×4 — 28-мм, 16×1 — 20-мм | 15×4 — 40-мм, 60×1 — 20-мм | 8×3 — 25-мм                      |
| Бронирование борта, мм.                  | 356 — 381             | 320                              | 70 + 280                         | 330                              | 305                       | 310                       | 307                        | 410                              |
| Бронирование палуб, мм                   | 25 + 127...152        | 50...80 + 80...95                | 45 + 90...162                    | 150...170 + 40                   | 37 + 140                  | 37 + 146...154            | 37 + 153...179             | 35...50 + 200...230              |
| Бронирование башен главного калибра, мм. | 324 — 149             | 360 — 130                        | 350 — 150                        | 430 — 170                        | 406 — 184                 | 457 — 184                 | 432 — 184                  | 650 — 190                        |
| Бронирование боевой рубки, мм            | 76 — 114              | 220 — 350                        | 260                              | 340                              | 406 — 373                 | 406 — 373                 | 440                        | до 500                           |
| Энергетическая установка, л. с.          | 110 000               | 138 000                          | 130 000                          | 150 000                          | 121 000                   | 130 000                   | 212 000                    | 150 000                          |
| Максимальная скорость, узлы              | 28,5                  | 29                               | 30                               | 31,5                             | 27,5                      | 27,5                      | 32,5                       | 27,5                             |

К числу недостатков этого типа традиционно относят ряд ошибок, допущенных ещё на стадии проектирования. Дальность плавания линкоров оказалась недостаточной, а мореходность — сравнительно низкой из-за не слишком обоснованного тактического требования вести огонь прямо по курсу, при нулевых углах возвышения орудий.
Плохо обстояло дело с подводной защитой. Общая глубина ПТЗ колебалась от 4 м на миделе и в районе башен главного калибра «B» и «Y» до всего 3 м в районе носовой башни «A» главного калибра и кормовой башни. Эта величина была примерно такой же, как на французском тяжёлом крейсере «Альжери». Иностранные линкоры имели гораздо более обширную подводную защиту: «Ришелье» — 6,8 м на миделе, «Саут Дакота» — 5,45 м на миделе, «Бисмарк» — 5,5 м на миделе, «Литторио» — 7,2 м на миделе, «Ямато» — 7,15 м на миделе. Все расчёты проектировщиков оказались неправильными. Глубина защиты получилась недостаточной, конструкция — несовершенной. В результате «Принс оф Уэлс» практически потерял боеспособность уже после двух попаданий относительно маломощных японских авиаторпед.
Если рассматривать чисто линкорный комплекс, то «Кинг Джордж V» выглядит скромно в сравнении с современниками, прежде всего вследствие недальновидного выбора артиллерийского вооружения. Это было следствием того, что строго соблюдали 35-тысячный лимит только англичане, остальные участники соглашения хитрили. Причём в Италии, Германии и США хитрили куда больше, чем во Франции. Сама по себе броневая защита линкоров выглядела на бумаге неплохо, но надёжной защиты от 380—460-мм снарядов не давала. Зоны неуязвимости, то есть диапазоны дистанций, на которых уже не пробивается бортовая броня, но ещё не пробивается палубная, были у «Кинг Джордж V» очень ограниченными. Фактически лишь явно недовооружённые корабли типа «Шарнхорст» не представляли для «кингов» особой угрозы. Особенно плохо британские линкоры выглядели в сравнении с «Айовой» и «Ямато».
| Зоны неуязвимости линкоров типа «Кинг Джордж V» против орудий линкоров 1930—1940-х гг. | Зоны неуязвимости линкоров типа «Кинг Джордж V» против орудий линкоров 1930—1940-х гг. | Зоны неуязвимости линкоров типа «Кинг Джордж V» против орудий линкоров 1930—1940-х гг. | Зоны неуязвимости линкоров типа «Кинг Джордж V» против орудий линкоров 1930—1940-х гг. | Зоны неуязвимости линкоров типа «Кинг Джордж V» против орудий линкоров 1930—1940-х гг. | Зоны неуязвимости линкоров типа «Кинг Джордж V» против орудий линкоров 1930—1940-х гг. | Зоны неуязвимости линкоров типа «Кинг Джордж V» против орудий линкоров 1930—1940-х гг. | Зоны неуязвимости линкоров типа «Кинг Джордж V» против орудий линкоров 1930—1940-х гг. | Зоны неуязвимости линкоров типа «Кинг Джордж V» против орудий линкоров 1930—1940-х гг. |
| Тип линкора                                                                            | «Шарнхорст»                                                                            | «Бисмарк»                                                                              | «Ришелье»                                                                              | «Литторио»                                                                             | «Норт Кэролайн»                                                                        | «Айова»                                                                                | «Ямато»                                                                                |                                                                                        |
| -------------------------------------------------------------------------------------- | -------------------------------------------------------------------------------------- | -------------------------------------------------------------------------------------- | -------------------------------------------------------------------------------------- | -------------------------------------------------------------------------------------- | -------------------------------------------------------------------------------------- | -------------------------------------------------------------------------------------- | -------------------------------------------------------------------------------------- | -------------------------------------------------------------------------------------- |
| Зона неуязвимости по энергетической установке, м                                       | от 9620                                                                                | 17 205 — 18 685                                                                        | Нет                                                                                    | Нет                                                                                    | Нет                                                                                    | Нет                                                                                    | Нет                                                                                    |                                                                                        |
| Зона неуязвимости по артиллерийским погребам, м                                        | от 8510                                                                                | 15 725 — 26 455                                                                        | 19 980 — 24 790                                                                        | 23 310 — 25 900                                                                        | 18 685 — 19 240                                                                        | Нет                                                                                    | Нет                                                                                    |                                                                                        |

С другой стороны, все современники «кингов» оказались неплохо защищены от относительно лёгких британских снарядов, и все они имели достаточно большие зоны неуязвимости в бою против линкоров типа «Кинг Джордж V». В результате, с формальной точки зрения, британские линкоры попадали бы в исключительно невыгодное положение, особенно в завязке боя.
| Зоны неуязвимости иностранных линкоров против орудий «Кинг Джордж V» | Зоны неуязвимости иностранных линкоров против орудий «Кинг Джордж V» | Зоны неуязвимости иностранных линкоров против орудий «Кинг Джордж V» | Зоны неуязвимости иностранных линкоров против орудий «Кинг Джордж V» | Зоны неуязвимости иностранных линкоров против орудий «Кинг Джордж V» | Зоны неуязвимости иностранных линкоров против орудий «Кинг Джордж V» | Зоны неуязвимости иностранных линкоров против орудий «Кинг Джордж V» | Зоны неуязвимости иностранных линкоров против орудий «Кинг Джордж V» | Зоны неуязвимости иностранных линкоров против орудий «Кинг Джордж V» |
| Тип линкора                                                          | «Шарнхорст»                                                          | «Бисмарк»                                                            | «Ришелье»                                                            | «Литторио»                                                           | «Норт Кэролайн»                                                      | «Айова»                                                              | «Ямато»                                                              |                                                                      |
| -------------------------------------------------------------------- | -------------------------------------------------------------------- | -------------------------------------------------------------------- | -------------------------------------------------------------------- | -------------------------------------------------------------------- | -------------------------------------------------------------------- | -------------------------------------------------------------------- | -------------------------------------------------------------------- | -------------------------------------------------------------------- |
| Зона неуязвимости по энергетической установке, м                     | 12 395 — 18 685                                                      | 14 615 — 18 685                                                      | —                                                                    | —                                                                    | —                                                                    | 13 875 — 24 975                                                      | от 12 025                                                            |                                                                      |
| Зона неуязвимости по артиллерийским погребам, м                      | 6944 — 22 940                                                        | 12 395 — 23 865                                                      | от 10 545                                                            | 9204 — 21 803                                                        | 16 465 — 24 975                                                      | 13 875 — 26 640                                                      | от 12 025                                                            |                                                                      |

Однако формальные расчёты зон неуязвимости и реалии боевых действий заметно различались. На практике британские линкоры этого типа отнюдь не выглядели явно слабой стороной в боях с противником. Боевой опыт показал, что табличная бронепробиваемость — это ещё далеко не всё.

Для линкоров со схемой защиты «всё или ничего» большинство попаданий в любом случае приходились в небронированные части корпуса, надстройки и орудийные установки. НИ ОДИН из снарядов обеих сторон в бою «Бисмарка» с «Принс оф Уэлс» не попал в главный броневой пояс или главную броневую палубу. Во втором бою с тем же линкором и в сражении «Дьюк оф Йорк» с «Шарнхорстом» немецкие корабли были выведены из строя явно без пробитий погребов и машин (за исключением случайного попадания в гласис КО на «Шарнхорсте»). Тем не менее, оба германских линкора к концу боя практически потеряли ход, так что для «добивания» противника британской 14-дюймовки вполне хватало. В морском бою времён Второй мировой войны состояние систем управления стрельбой играло огромную, возможно даже основную роль.— 
Каждое оружие хорошо лишь тогда, когда его правильно используют. В этом отношении британские флотоводцы Второй мировой войны были в целом на высоте, благодаря чему не самые совершенные, но умело применённые линкоры типа «Кинг Джордж V» сыграли заметную и весьма позитивную роль в вооружённой борьбе на море.

## Комментарии
1. ↑  Американцы по договору добились для себя возможности достроить два линкора типа «Колорадо» с 406-мм орудиями главного калибра, доведя их количество до трех. Японцы получили возможность достроить «Муцу» в дополнение к головному «Нагато», также с 406-мм орудиями. Британия не имела линкоров с 406-мм орудиями, поэтому в качестве компенсации получила возможность постройки двух линкоров с 406-мм орудиями, чем и воспользовалась, построив линкоры типа «Нельсон»[3].
2. ↑  В таблице показан арифметический итог по статьям. В источнике для всех проектов указано стандартное водоизмещение 35 000 т.
3. ↑  Расчетная цифра для сентября 1936. За счет экономии при строительстве надеялись выйти на стандартное водоизмещение 35 000 т.
4. ↑  В источнике дана история в виде «убрано/добавлено». В таблице дано итоговое состояние на указанный период.
5. ↑  Изменение состава зенитной артиллерии даётся по Робертсу и Shipcraft 23. У Дюма описание немного отличается.
6. ↑  Все данные проектные.
7. ↑  Только на головном. Остальные линкоры этого типа имели 10×2 — 127-мм/38 орудий.